# Organización Soriana

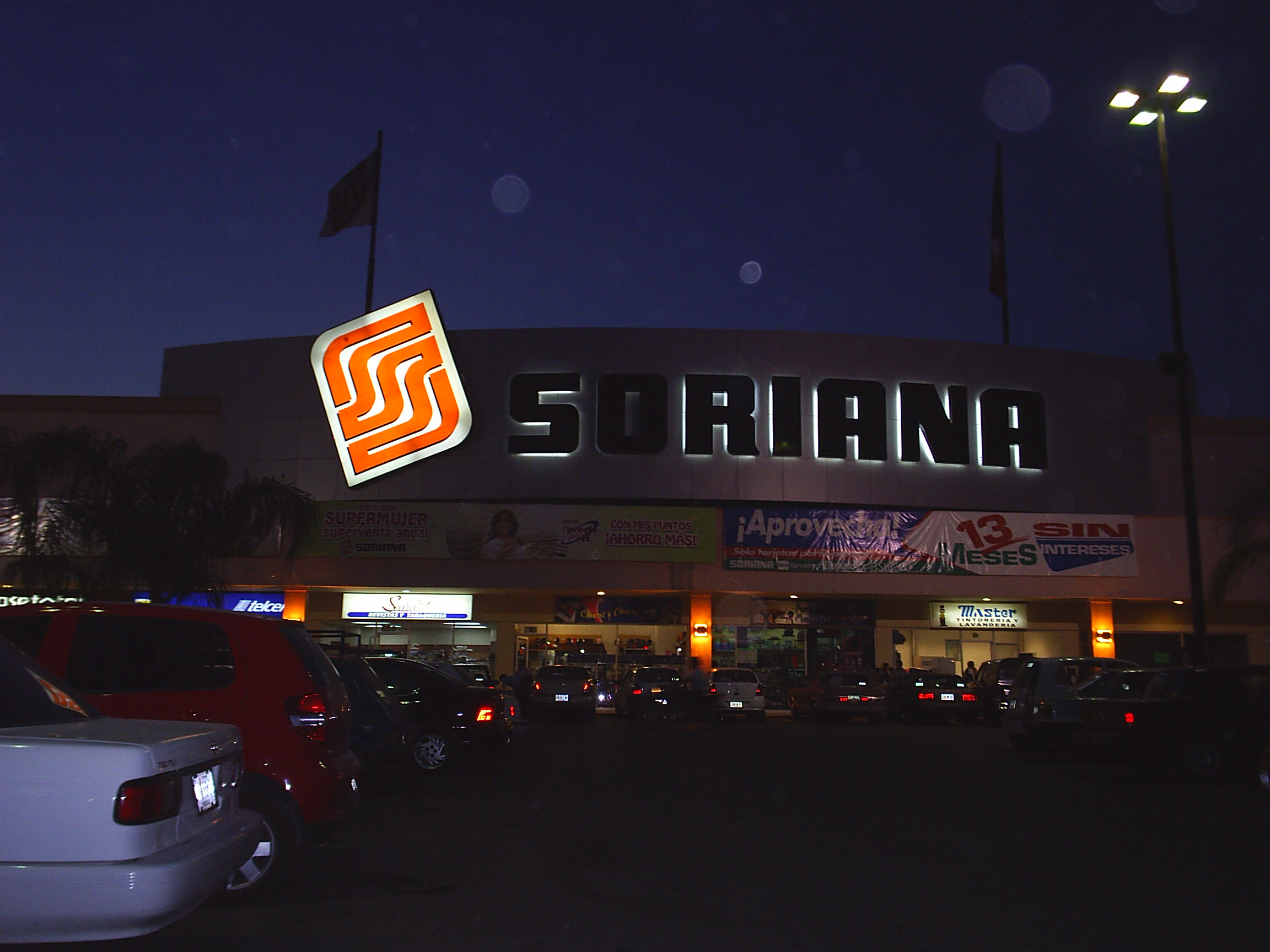
Sucursal de Soriana en Torreón, Coahuila.

Soriana (nombre comercial de Tiendas Soriana, S.A. de C.V., subsidiaria de Organización Soriana, S.A.B. de C.V.), es una cadena mexicana de supermercados y almacenes, fundada en 1968 por los hermanos Francisco y Armando Martín Borque en Torreón, Coahuila, México, aunque originalmente su primera tienda departamental se abrió en esa ciudad en 1905.

## Historia

### Inicios de La Soriana

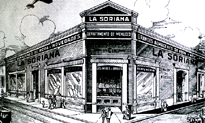
Tienda Soriana en 1905

La cadena originalmente nació en Torreón, Coahuila, México en 1905, fecha en la que Don Pascual Borque abrió una tienda llamada "La Soriana", la cual se dedicaba a comercializar telas y fibras. El establecimiento también comercializaba mercancía al mayoreo, cubriendo la Comarca Lagunera y gran parte de la sierra de Chihuahua y Sonora. En 1926, los hermanos Francisco y Armando Martín Borque, sobrinos de Don Pascual, llegaron a Veracruz, Veracruz, procedentes de España, y se trasladaron a Torreón, en la década los años 1930 se integraron al negocio familiar. Es preciso indicar que la tienda toma su nombre del municipio español de Soria, lugar del cual eran originarios tanto Don Pascual como sus sobrinos.
Durante la década de los años 1950, ya bajo la dirección de don Armando y don Francisco, comienzan a darse importantes cambios en la estrategia de negocios, siendo uno de los más relevantes el impulso de la venta de menudeo al introducir el sistema de venta de autoservicio en 1958.

### Primeros años de Soriana como cadena de tiendas de autoservicio

#### 1968 - 1969

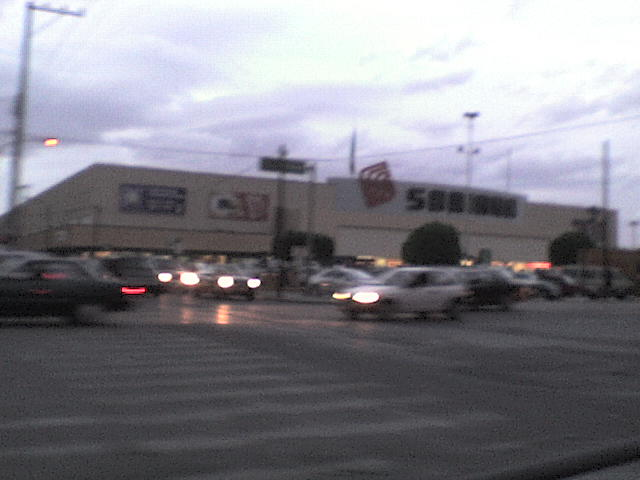
Una de las sucursales más antiguas de Soriana, Torreón, Coahuila.

El 28 de noviembre de 1968, Soriana inicia su modelo de negocio de tiendas de autoservicio con la apertura de su primer supermercado en Torreón, Coahuila (Soriana Centro), en el que tras su apertura, al año siguiente, en 1969, inicia su plan de expansión con la apertura de su segunda sucursal en la Calzada Colón de la misma ciudad Torreón (Soriana Colón).

#### Década de los años 70
El 28 de noviembre de 1974, Soriana inicia su plan de expansión regional con la apertura de su primera tienda en Monterrey, Nuevo León ( Soriana Vallarta) y más adelante, en ese mismo año Soriana se expande en los Estados de Chihuahua en la ciudad capital homónima (Soriana Niños Héroes) y Durango en la ciudad capital de Durango, Durango (Soriana 20 de Noviembre).
El 29 de octubre de 1975 llega a la ciudad de Gómez Palacio ( Soriana Gómez Palacio Centro), el cual a su vez se convierte en la primera cadena comercial en establecerse en dicha ciudad duranguense perteneciente a la Comarca Lagunera y para el año de 1979, Soriana abre su primera sucursal en la ciudad de Saltillo, Coahuila (Soriana Francisco Coss)

### Década de los 80

#### 1984

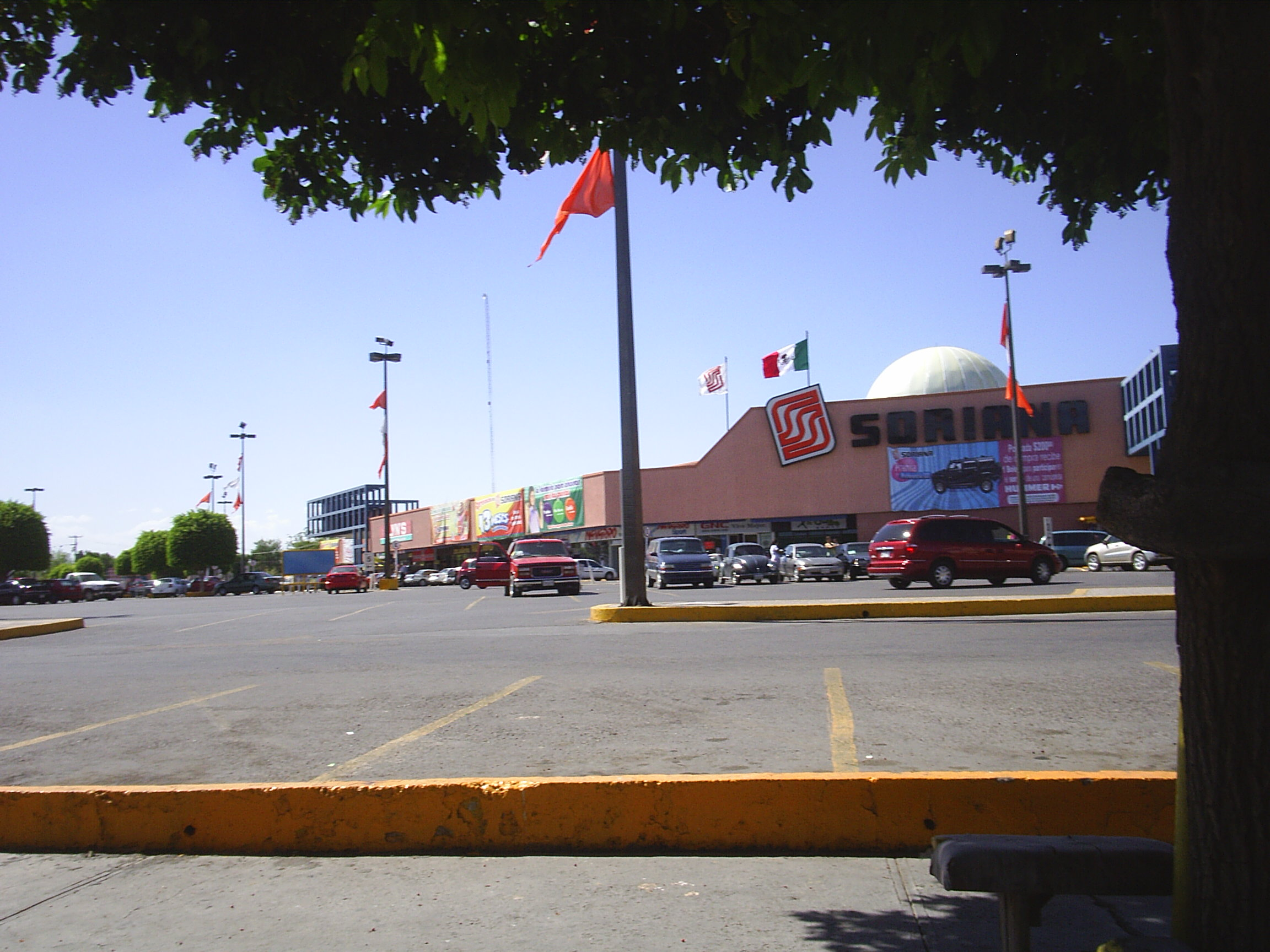
Tienda Soriana inaugurada en 1984, Torreón, Coahuila.

Para el año de 1984, Soriana llega a la ciudad fronteriza de Ciudad Juárez, Chihuahua con la apertura de Soriana Sanders, la cual es la primera sucursal de dicha ciudad fronteriza chihuahuense. En ese mismo año se realiza la apertura de Soriana Constitución en la ciudad de Torreón, Coahuila.

#### 1986 - 1987
En 1986, se fundó su primera tienda en la ciudad fronteriza de Reynosa, Tamaulipas ( Soriana Hidalgo) una de las ciudades con más sucursales, con 7 en toda la ciudad. A finales de la década de los años 80, los hermanos Francisco y Armando tuvieron serias diferencias que los orillaron a separarse empresarialmente, por lo que Don Francisco siguió al frente de Soriana con la razón social "Tiendas de Descuento del Nazas" (Sorimex), y Don Armando viajó a Monterrey, Nuevo León para posteriormente hacer surgir la cadena de tiendas Hipermart, misma que tenía la razón social "Tiendas de Descuento Sultana" (Organización Soriana), estableciendo su primer centro comercial y corporativo en el Blvd. Independencia de Torreón. Desde el 30 de septiembre de 1987, se encuentra listada en la Bolsa Mexicana de Valores.

#### 1988 - 1989
En el año de 1988 Soriana (como Sorimex) se expande en la región centro-occidente de México con la apertura de su primer hipermercado en la ciudad de Aguascalientes, Aguascalientes (Soriana Aguascalientes Universidad), siendo esta la primera tienda Soriana en establecerse dentro de un centro comercial como lo es Plaza Universidad.  y en ese mismo año Soriana lanza su marca propia de productos bajo el nombre de Hipermart. Y al año siguiente, en 1989, Soriana (como Sorimex) abrió su primera tienda en la ciudad de Zacatecas, Zacatecas (Soriana Zacatecas), mientras que para el mes de septiembre del mismo año, surge la cadena comercial de autoservicios Hipermart, fundada por Armando Martín Borque, la cual empezaría su expansión geográfica con la apertura de su primera tienda en Ciudad Juárez, Chihuahua con la sucursal de Hipermart San Lorenzo (Actualmente Soriana Híper San Lorenzo). Más adelante, el 25 de octubre de ese mismo año, Hipermart llega a la ciudad de Monterrey, Nuevo León, con la apertura de su primera sucursal en la ciudad regiomontana (Hipermart Cumbres, actualmente Soriana Híper Cumbres), la cual se convertiría en la sede principal actual de Organización Soriana a nivel nacional tiempo después. Y a finales del mismo año, Hipermart abre su primera tienda en la ciudad de Torreón, Coahuila (Hipermart Independencia, actualmente Soriana Híper Independencia, la cual fue su sucursal matriz y a la vez su principal corporativo).

### Década de los 90

#### 1990 - 1993

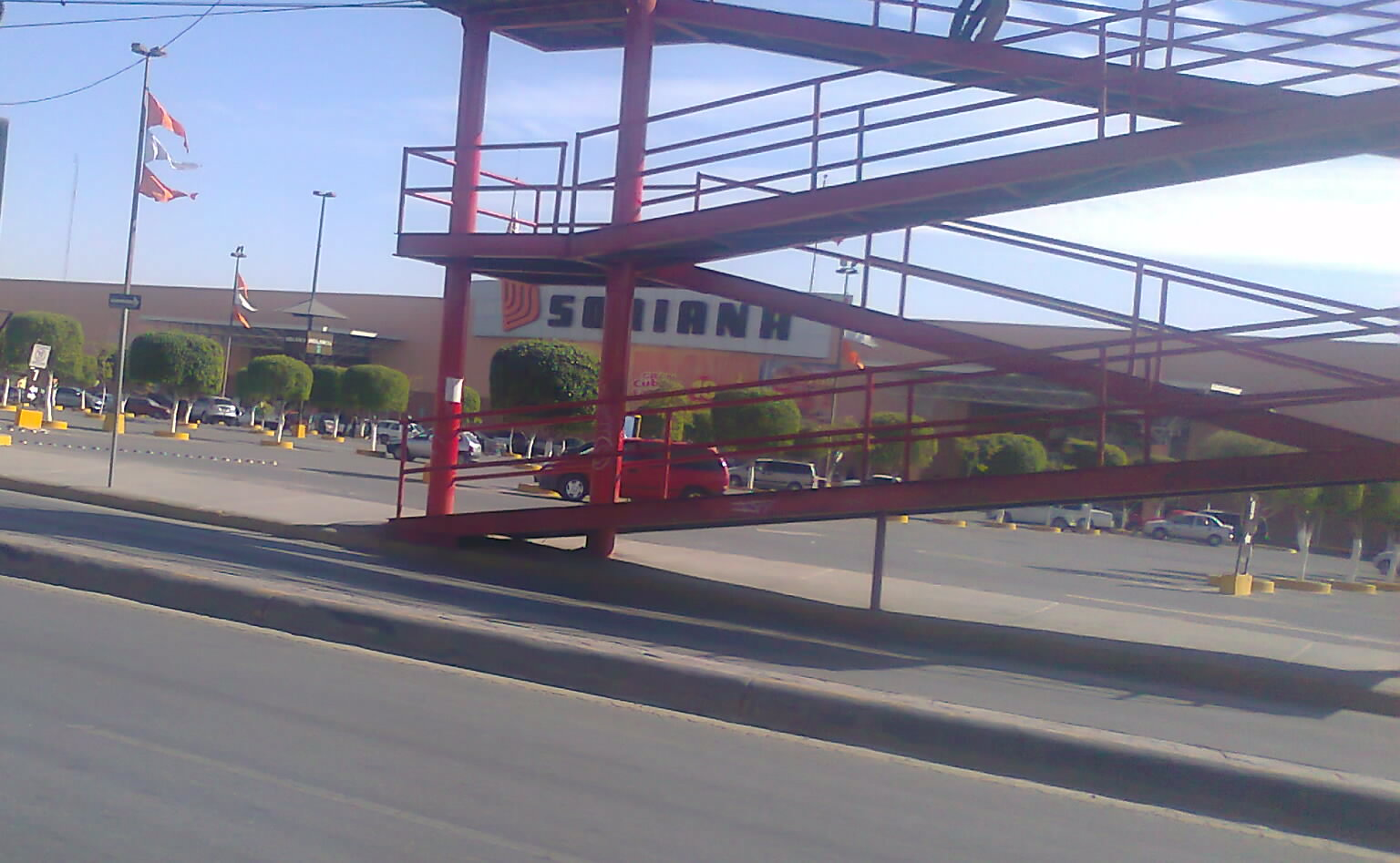
Una ex-sucursal de Hipermart Oriente reconvertida a Soriana en el año de 1994 en la ciudad de Torreón, Coahuila.

En la década de los años 1990, unen fuerzas nuevamente y fusionan ambas cadenas, quedando la razón social como "Centros Comerciales Soriana", y como es llamada ahora en la actualidad "Tiendas Soriana". En 1993, tras varios años en el Edificio Álvarez del Blvd. Miguel Alemán en Gómez Palacio, Durango, y en la planta alta del centro comercial Hipermart Independencia en Torreón, Coahuila, las oficinas que quedaban ahí se trasladan a Monterrey, Nuevo León, desde donde ya se estaban dirigiendo las operaciones principales, ubicadas desde entonces en la esquina de Alejandro de Rodas y Paseo de las Estrellas, a pocos metros de la tienda Soriana Cumbres.

#### 1994 - 1996
En el año de 1994, Soriana se expande en la Región Centro-Occidente del país, y con ello se abren dos tiendas en el Área Metropolitana de Guadalajara, Jalisco (Soriana Bugambilias en el municipio de Zapopan, inicialmente con el seudónimo de Hiperama y Soriana Río Nilo en el municipio de Guadalajara, siendo estas sus primeras dos tiendas en establecerse en el Estado de Jalisco) así como dos tiendas en el Estado de Guanajuato, como lo son Soriana Malecón en la ciudad de León y Soriana Jacarandas en la ciudad de Irapuato. En ese mismo año se cerró la única sucursal en el pacífico en aquel entonces (Soriana Carrusel en la ciudad de Tijuana, Baja California), también parte de Sorimex, debido un pacto que tenía la compañía con Casa Ley, y más tarde, fue reemplazada por una tienda Comercial Mexicana (que actualmente cesó sus operaciones), que a la postre, fue adquirida por la empresa regiomontana en 2015, siendo posteriormente renombrado a Soriana Híper en el año 2017. Sin embargo, en el año de 1999 se rompió ese pacto y Soriana abrió su primera tienda en el pacífico en Culiacán, Sinaloa (Soriana Zapata). En 1995, Soriana abre su primera tienda en el puerto de Tampico, Tamaulipas (Soriana Ejército).

#### 1997 - 1998
En el año de 1997, Soriana empezó a incursionar en el Centro del país con la apertura de su primera tienda en el Estado de Querétaro (Soriana Quintana, de la ciudad capital de Santiago de Querétaro). Un año después, en 1998, Soriana abre sus primeras tiendas bajo la modalidad de hipermercado en tres Estados de las regiones centro y sureste de la República como San Luis Potosí (Soriana El Paseo en la ciudad capital de San Luis Potosí), Veracruz (Soriana El Palmar en la ciudad de Coatzacoalcos) y Tlaxcala (Soriana Plaza Tlaxcala de la ciudad capital de Tlaxcala). 
El 1 de mayo de 1998, Soriana abre su primera tienda en el municipio de Ciudad Mante, Tamaulipas (Soriana Mante), el cual se contó con una inversión de más de 350 millones de pesos para su edificación y surtido, siendo esta la primera cadena de autoservicio en establecerse en dicho municipio tamaulipeco. El 24 de diciembre de 1998, falleció el empresario Francisco Martín Borque, quien fuera uno de los fundadores e importante impulsor de la empresa Soriana. 

#### 1999
Tras eso, en el año de 1999, Soriana continuó su plan de expansión de aperturas de sus hipermercados, en donde la compañía ingresó a más entidades federativas del país, por lo que en ese año Soriana comenzó a incursionar en más Estados del país como Michoacán con la apertura de su primera tienda en Uruapan (Soriana Uruapan); Colima con la apertura de su primer hipermercado en el municipio de Villa de Álvarez (Soriana Colima); Puebla con la apertura de su primer hipermercado en la ciudad de Puebla (Soriana Torrecillas) e Hidalgo con su primer hipermercado en la ciudad de Pachuca (Soriana Plaza del Valle). Asimismo, durante 1999, Soriana empezó a incursionar por primera vez en las regiones sureste y pacífico norte mexicano con las aperturas de sus primeras tiendas en los Estados de Sinaloa (Soriana Zapata en la ciudad de Culiacán); Sonora (Soriana Bachoco en la ciudad de Hermosillo, que anteriormente fue una tienda de la cadena comercial de origen francés Carrefour) y Tabasco (Soriana Guayabal en la ciudad de Villahermosa).

### Década de los años 2000

#### 2000-2001

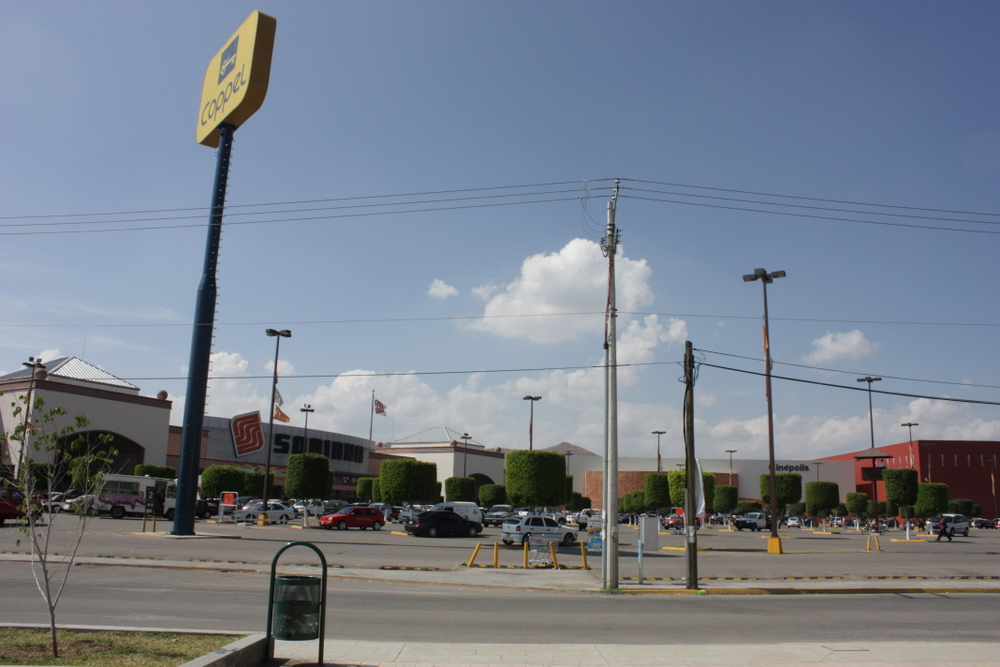
Soriana Híper Plaza Oaxaca de la ciudad de Oaxaca de Juárez, Oaxaca, inaugurada en el año 2001.

En diciembre de 2000, Soriana abre su tienda #100 en la ciudad de Tepic, Nayarit (Soriana Cigarrera), siendo esta a su vez la primera sucursal en establecerse en el Estado de Nayarit, en el que gracias a este suceso, Soriana completa su primer centenar de sucursales en operación dentro del territorio mexicano. Al año siguiente, en el 2001, Soriana incursiona por primera vez en el Sur de México con la apertura de su primera tienda en el Estado de Oaxaca (Soriana Plaza Oaxaca, en la ciudad capital de Oaxaca de Juárez). 

#### 2002

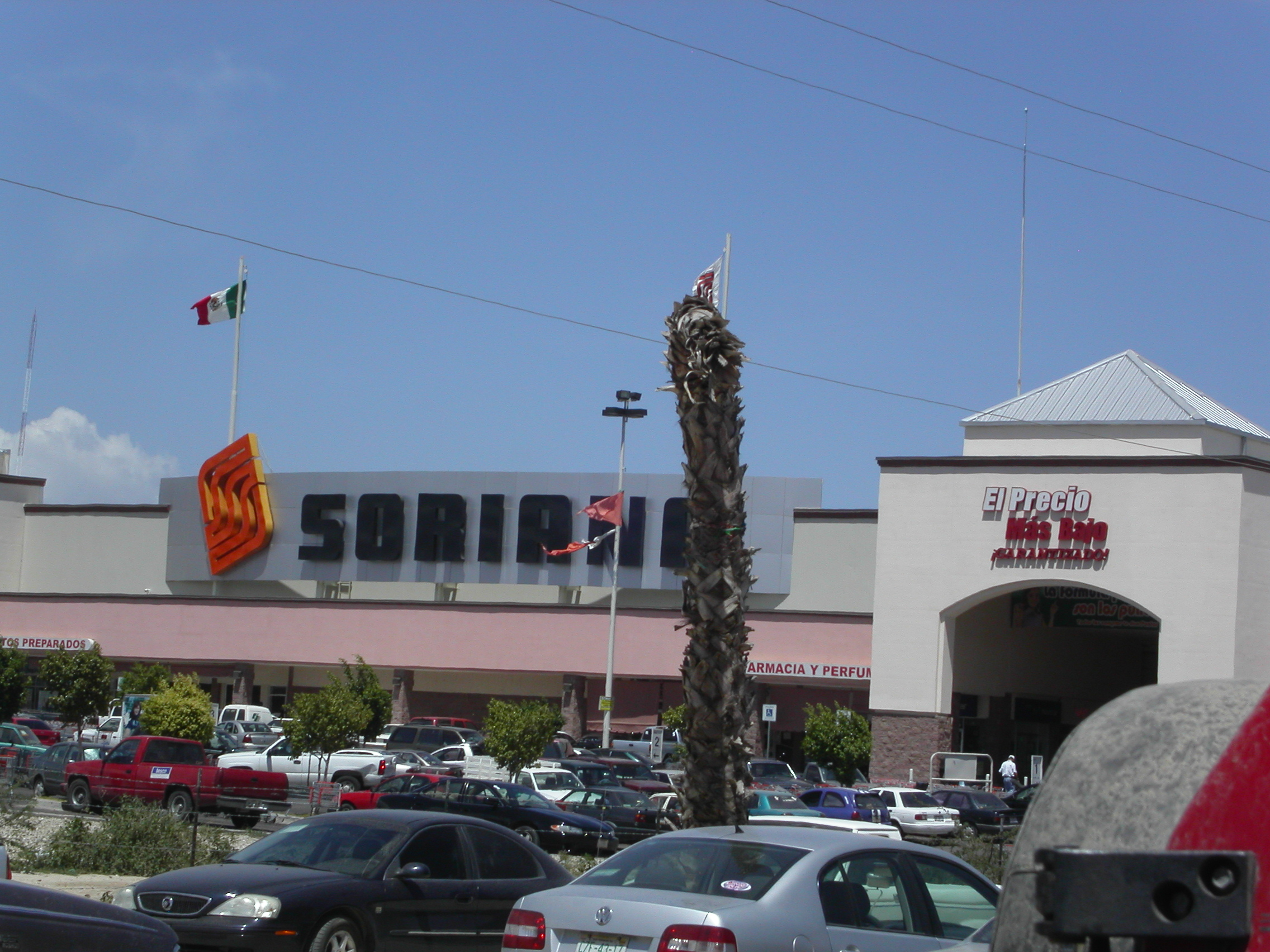
Un Soriana Híper en Los Cabos, Baja California Sur.

Durante el año de 2002, Soriana incursiona por primera vez abriendo sus primeras tiendas en tres entidades federativas del país como Baja California Sur (Soriana Plaza Forjadores en La Paz), Chiapas (Soriana Polifórum en Tuxtla Gutiérrez) y Yucatán (Soriana Canek en Mérida).
El 17 de julio de 2002, Soriana inicia su plan de estrategia multiformato y con ello se crea el formato City Club, cuyo formato consta de un club de almacén con acceso mediante membresía, el cual maneja un esquema de ventas al mayoreo y menudeo en todas las divisiones de departamentos, quienes se encargan de ofrecer al consumidor productos de multiempaque, abriendo su primera tienda en la ciudad de Torreón, Coahuila.

#### 2003-2004
Un año más tarde, en julio de 2003, se crea el formato Soriana Mercado (inicialmente bajo el nombre de Mercado Soriana), el cual consiste en un formato de autoservicio estilo bodega de tamaño mediano con un piso de ventas de entre 4,500 y 5,000 metros cuadrados que ofrece al consumidor un surtido optimizado en abarrotes, productos básicos, perecederos, comida preparada, mercancías generales y ropa, abriendo su primera sucursal en la ciudad de Salamanca, Guanajuato (Mercado Soriana Salamanca). Más tarde, a mediados y finales del año 2003, Soriana comienza a expandir su recién creado formato Mercado Soriana a ciudades de entre 50,000 y 150,000 habitantes así como a zonas populares de las grandes ciudades empezando por las ciudades de Puebla, del Estado de Puebla (Mercado Soriana Bosques), así como las ciudades de Navojoa (Mercado Soriana Navojoa) y Guaymas (Mercado Soriana Guaymas), ambas del Estado de Sonora esto como parte de su expansión inaugural del formato Mercado Soriana por parte de la compañía. 
Asimismo, durante el año 2003, Soriana continúa con su expansión en el sureste mexicano (específicamente en la zona Maya) con la apertura de sus primeras tiendas bajo la modalidad de hipermercado en las ciudades de Ciudad del Carmen, Campeche (Soriana Carmen) y Cancún, Quintana Roo (Soriana Kabah) y durante ese mismo año, se creó el subformato de hipermercado Soriana Plus a través de la renovación y reconversión de la sucursal Soriana Fundadores en la ciudad de Torreón, Coahuila, que consta de hipermercados prémium de grandes dimensiones ubicados en mercados maduros con zonas de población con alto poder adquisitivo,que se encargan de ofrecer al consumidor productos gurmé, vinos y licores y productos de mayor valor, esto como un valor agregado con respecto a los hipermercados de la compañía, el cual su nivel de mercancía se extiende a los 60,000 productos.
En 2004, Soriana creó la Fundación Soriana, esto con el objetivo de la compañía de brindar apoyo social en los ámbitos de infancia, alimentación y bienestar social. En septiembre del mismo año, Soriana llega a la ciudad de Puerto Vallarta, Jalisco con la apertura de su primera tienda en su modalidad de hipermercado dentro de la localidad de El Pitillal (Soriana Pitillal).

#### 2005-2006

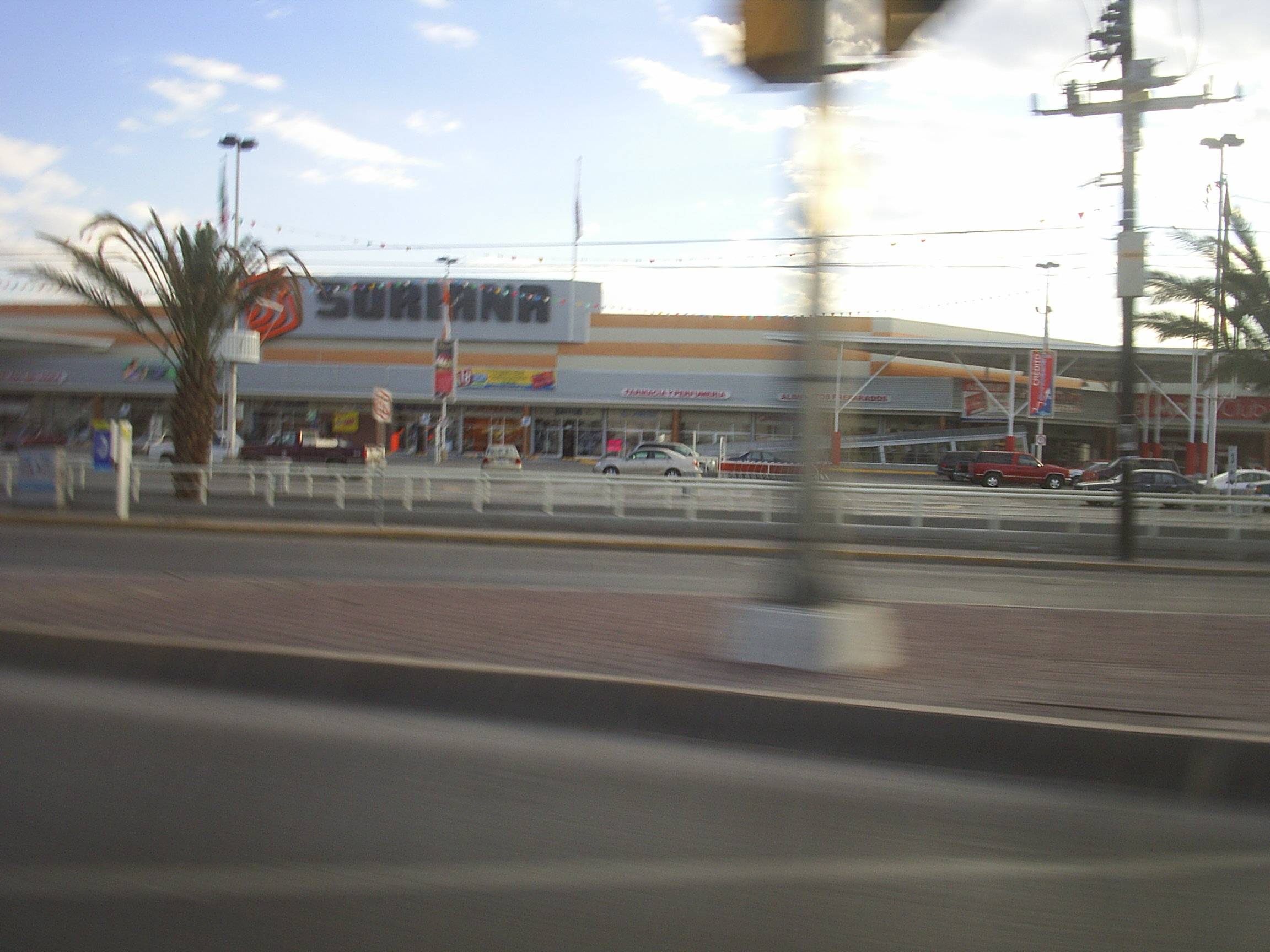
Sucursal de Soriana Plus, Gómez Palacio, Durango.

En el año 2005, Soriana empieza su primera incursión en la zona conurbada del Valle de México en el Estado de México con la apertura de su primera sucursal en el municipio de Ecatepec de Morelos (Mercado Soriana Ciudad Azteca), el cual marcó las bases para la consolidación de la compañía en la Ciudad de México y su zona conurbada. En ese mismo año, abre su primera tienda del formato Mercado Soriana del Estado de Nuevo León en el municipio de Linares (Mercado Soriana Linares). Asimismo, Soriana fundó el formato de tiendas de conveniencia Súper City, el cual fueron creados con el objetivo de satisfacer las necesidades de compras de último minuto además de intentar competir con cadenas de tiendas de conveniencia existentes bajo el sistema de franquicia (entre ellas cadenas de conveniencia como Oxxo, Circle K y 7-Eleven), el cual inició su expansión geográfica a través de 15 nuevas sucursales reportadas por la compañía al cierre del año 2005.
Al año siguiente, en 2006 Soriana abre sus primeras tiendas bajo su modalidad de hipermercado en la misma zona conurbada del Valle de México en los municipios de Ixtapaluca (Soriana Sendero Ixtapaluca) y Cuautitlán Izcalli (Soriana Cofradías) así como la apertura de su primera tienda en el Área metropolitana de Toluca (Soriana Sendero Toluca en el municipio de Lerma de Villada). El 13 de mayo del mismo año se abre una sucursal bajo su modalidad de hipermercado al sureste de la ciudad de Gómez Palacio, Durango en el complejo comercial Soriana Centenario, y a mediados de 2006 - y luego de 12 años de ausencia- Soriana regresa al Estado de Baja California Norte a través de la apertura de dos sucursales en las ciudades de Mexicali (Soriana Calafia) y Tijuana (Soriana Otay), además de llevar a cabo la apertura de su primera tienda en su formato de hipermercado en la ciudad de Morelia, Michoacán (Soriana Plaza Morelia, que a la postre cerró sus puertas el 31 de agosto de 2020 por bajas ventas a consecuencia de la cercanía con otra tienda Soriana en la zona).
Como parte de su estrategia multiformato, en ese mismo año 2006 Soriana pone a prueba un nuevo prototipo de supermercado a través de la apertura de Soriana Playa de Oro en la ciudad de Puerto Vallarta, Jalisco, localmente conocido como Soriana Súpermercado, esto debido al tamaño de la sucursal y al sector de la zona, cuyo prototipo de tienda consiste en un supermercado de menor tamaño de piso de ventas que ofrece al consumidor compras ágiles y rápidas a través de ofrecer al consumidor productos de consumo diario en las divisiones de abarrotes, perecederos, comida preparada, artículos de limpieza y hogar.

#### 2007-2008

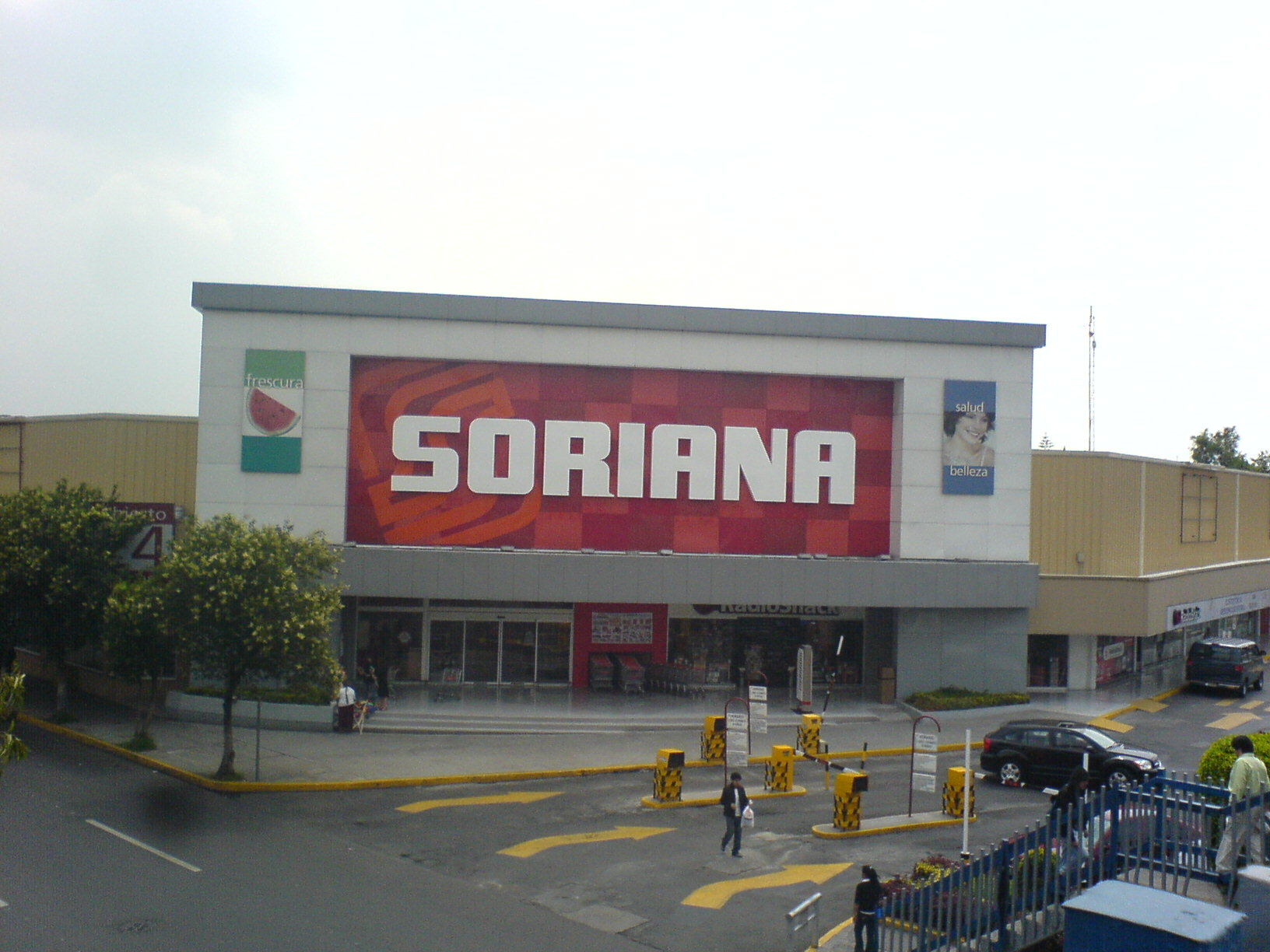
Una ex sucursal Gigante; reconvertida a Soriana Hipermercado en Naucalpan, Estado de México.

En el año 2007, Soriana se expande en el centro del país y con ello, a través del formato Mercado Soriana, abre sus primeras tiendas en el Estado de Guerrero (Mercado Soriana Iguala en el municipio de Iguala de la Independencia ) y otra más dentro del entonces Distrito Federal, actualmente la Ciudad de México (Mercado Soriana Ermita en la delegación Iztapalapa, la cual es la primera tienda del formato y de la compañía en incursionar por primera vez dentro de la Ciudad de México) Pero el 6 de diciembre del mismo año, es una de las fechas más significativas para Soriana, ya que la compañía adquirió, por un monto de 1,350 millones de pesos, las 206 sucursales de la cadena de Supermercados Gigante del Grupo Gigante, en el que gracias a dicha compra, Soriana se convierte en una cadena nacional de autoservicios, por lo que a partir de dicha compra y hasta su desaparición, el 18 de abril de 2008, Supermercados Gigante se convierte en una subsidiaria de Soriana a través de dicha compraventa.
Durante el proceso de transición de las Tiendas Gigante, el 29 de febrero de 2008 Soriana creó de forma oficial el formato Soriana Súper, el cual consiste en un supermercado de tamaño pequeño con piso de ventas de entre 500 y 3,500 metros cuadrados ubicados en zonas con población de ingresos altos, creados con el objetivo de ofrecer al consumidor una experiencia de compras ágiles y rápidas así como un formato de conveniencia y cercanía a través de las divisiones de abarrotes, perecederos y comida preparada, el cual dicho formato a la vez es un derivado tanto de los formatos Súper Gigante, Súper G y Súper Maz del Grupo Gigante (de allí la base original de Soriana Súper), así como también del prototipo de supermercado antes creado por la compañía en el año 2006 a través de la apertura de Soriana Playa de Oro de la ciudad de Puerto Vallarta, Jalisco, que gracias a dicha compraventa fue traspasada, de forma oficial, al formato Soriana Súper a partir del año 2008. Tras esta creación, Soriana inicia la transformación de las 199 tiendas Gigante establecidas dentro del Territorio Mexicano a los diferentes formatos de Soriana (incluidos el recién creado formato Soriana Súper) y tras consumar dicha compra, Soriana se convierte en cadena nacional de autoservicios con presencia en los 32 Estados de la República Mexicana. 

#### 2010
En febrero de 2010, se crea el formato de tienda Soriana Express, el cual consiste en un supermercado de bajo costo con un surtido optimizado en abarrotes, productos básicos, perecederos, comida preparada, mercancías generales y ropa dentro de un piso de ventas de entre 800 y 1,500 metros cuadrados, los cuales se encuentran dirigidas principalmente a ciudades o comunidades que oscilan entre los 10,000 y los 50,000 habitantes, abriendo su primera sucursal en el municipio de Centla , Tabasco (Soriana Express Centla), en el que a partir de allí la compañía incluiría en su expansión geográfica a localidades menores a 50,000 habitantes a través del formato Soriana Express.  Asimismo, el 8 de julio de 2010, Soriana llega a la ciudad capital de Guanajuato, Guanajuato y con ella abre su primera tienda bajo el formato de Soriana Súper en la plaza comercial Plaza San Javier (Soriana Súper San Javier Guanajuato) . El 23 de septiembre de 2010, Soriana llega a las 500 sucursales en operación con la apertura de Soriana Súper Altares en la ciudad de Hermosillo, Sonora, que a su vez es la primera sucursal bajo el formato Soriana Súper en dicha ciudad capital del Estado de Sonora.

#### 2011

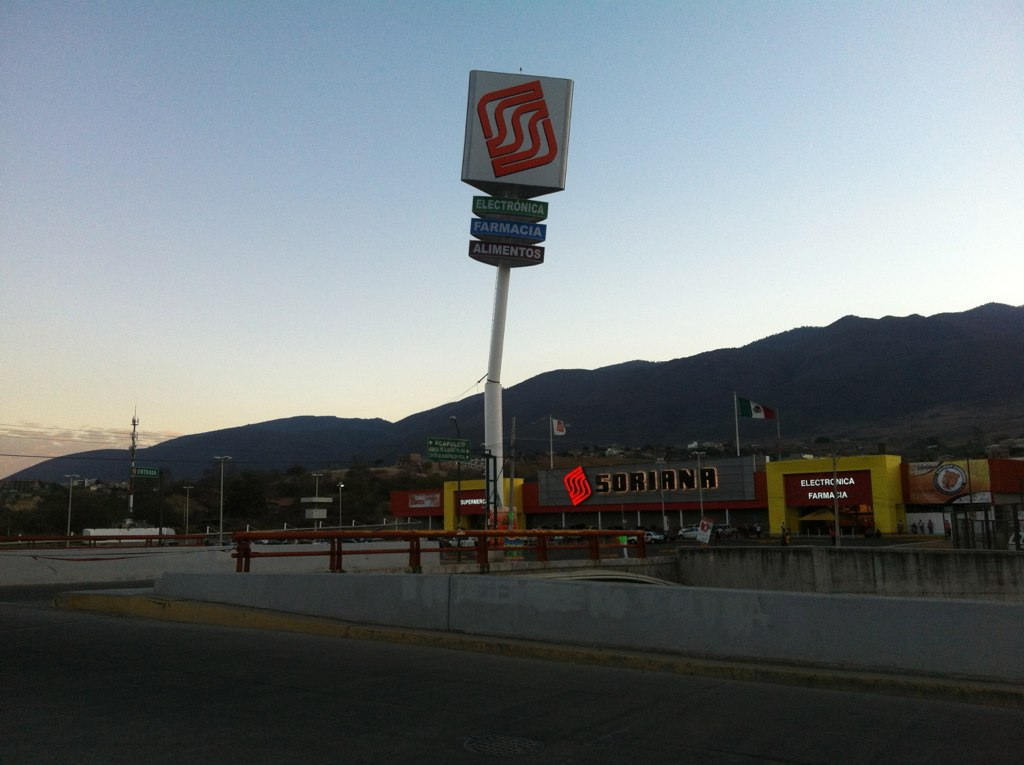
Una tienda Soriana Híper de la ciudad de Chilpancingo, Guerrero, inaugurada el 9 de diciembre de 2011.

A partir del año 2011, Soriana inicia un plan de reorganización empresarial, esto con el objetivo de la compañía de mejorar la rentabilidad en tiendas y con ello se realizaron ajustes en todos sus formatos, a través del cambio de formato de tiendas a algunas sucursales a lo largo del país, cuyo cambio de formato se debe principalmente al volumen de ventas qué genere alguna sucursal.
El 8 de septiembre de 2011, Soriana crea un nuevo concepto de supermercado prémium del formato Soriana Súper denominado Soriana Súper VIP, esto con la conversión de la sucursal de "Soriana Súper Marne" en el municipio de San Pedro Garza García, Nuevo León al nuevo subformato Soriana Súper vip, el cual consta de un supermercado prémium con un nuevo modelo lay out qué ofrece al consumidor panadería y pastelería fina, carnes exóticas, vinos y licores de alto valor, productos gourmet, el cual se contó con una inversión de 70 millones de pesos (mdp) para su remodelación y con un piso de venta de 2,230m2.
Durante los meses de septiembre y octubre de 2011, Soriana comienza su plan de diversificación de sus diferentes formatos de tienda, esto con el objetivo de la compañía de atender a diversos nichos de mercado y poblaciones, y con ello el 5 de octubre de 2011, surge el nuevo nombre oficial del formato de hipermercado, denominado Soriana Híper con su lema inicial El Súper para ir de Compras, el cual a raíz del renombramiento del formato hipermercado, el 20 de octubre de 2011, se abre al público la sucursal Soriana Híper Plaza Paseo La Paz en la ciudad de La Paz, Baja California Sur, esto como parte de la expansión inaugural del renombrado concepto de hipermercado Soriana Híper tras casi 33 años de denominarse simplemente como Soriana.
El 9 de diciembre de 2011, Soriana abrió sus primeras tiendas con el formato Soriana Híper en las ciudades capitales de Chilpancingo de los Bravo, Guerrero (Soriana Híper Chilpancingo) y Chetumal,  Quintana Roo (Soriana Híper Chetumal), esto como parte del cierre de su plan de expansión en el año 2011.

#### 2012 - 2013
El 7 de noviembre de 2012, se lleva a cabo la apertura de su tienda #600 con la sucursal Soriana Híper Santa Rosa en el municipio conurbado de Apodaca, Nuevo León (perteneciente al Área Metropolitana de Monterrey), en el que con esta apertura, la compañía logró llegar a las 600 sucursales establecidas dentro del territorio mexicano. Un año más tarde, en el año 2013, Soriana construyó su primera planta eólica en el ejido de El Porvenir, en la ciudad de Reynosa, Tamaulipas, el cual sirvió de abasto a 163 sucursales de la compañía.

#### 2014 - 2015
El 24 de abril de 2014, el formato Soriana Híper logró consolidar su presencia en los 32 Estados de la República Mexicana con la apertura de su primera tienda en el Estado de Morelos (Soriana Híper Plaza Cedros en el municipio de Jiutepec -perteneciente al Área Metropolitana de Cuernavaca-). Asimismo, a finales del año 2014 e inicios de 2015, Soriana cambia su imagen corporativa junto a todos sus formatos de tienda que en ese momento manejaba la compañía (Soriana Híper, Soriana Súper, Soriana Mercado y Soriana Express), y con ello el 17 de julio de 2014 se abre al público la sucursal de Soriana Súper San Agustín en el municipio de Tlajomulco de Zúñiga, Jalisco (municipio perteneciente al Área Metropolitana de Guadalajara), siendo esta la primera tienda tanto del formato como de la compañía a nivel nacional en inaugurarse con la nueva imagen de la cadena comercial, además de comenzar a modernizar y actualizar algunas de sus unidades ya existentes en sus diseños de interiores a lo largo del territorio mexicano, esto con el objetivo de adaptar al consumidor al cambio de imagen corporativo.

#### 2015
El año 2015 es otro año significativo para la compañía a través de dos adquisiciones de tiendas. A principios de ese año, Soriana adquiere las 4 tiendas del minisuper local "Fruterías del Sol", de la ciudad de San Luis Río Colorado, Sonora, que posteriormente fueron convertidas inmediatamente al formato Soriana Súper.
El 28 de enero de 2015, tiendas Soriana lleva a cabo su segunda adquisición de tiendas en el año y con ello adquiere la gran mayoría de sucursales de la cadena Comercial Mexicana con ubicaciones al interior de la República Mexicana, junto con la promoción de Julio Regalado, esto mediante un acuerdo comercial de uso de la marca durante dos años posteriores a la compra de la misma hacia Soriana, por una cantidad de 39,194 millones de pesos.Mas un acuerdo comercial de vender 12 tiendas adquiridas por Soriana.

#### 2016
Derivado de la compraventa de Controladora Comercial Mexicana  de parte de la compañía, a partir del 4 de enero de 2016 Comercial Mexicana, junto con sus formatos hermanos MEGA, Bodega Comercial Mexicana y Al precio, se convierten en una subsidiaria temporal de Soriana.  A mediados del mes de abril del mismo año, Soriana inicia una alianza estratégica con la empresa chilena de tiendas departamentales Falabella para llevar a cabo la incursión al mercado mexicano de la marca Sodimac Homecenter y su consiguiente expansión dentro del territorio mexicano.
El 8 de junio del mismo año, Soriana lleva a cabo el primer Julio Regalado, el cual es una promoción de ofertas de verano heredado de las tiendas Comercial Mexicana, creado por la misma originalmente en el año de 1980.
El 23 de junio de 2016, se crea el subformato Soriana Híper Premium, que consta de un formato de hipermercado prémium qué ofrece, adicionalmente a lo que regularmente ofrece Soriana Híper, productos de alto valor como vinos y licores de alto valor, alimentos gourmet, panadería y pastelería fina, carnes exóticas y servicios adicionales como cafetería y farmacia con consultorio, abriendo su primera sucursal en el complejo Miyana en la colonia Polanco en la Ciudad de México. Más tarde, el 15 de diciembre del mismo año, Soriana Híper Premium abre su primera tienda en Monterrey, esto dentro del municipio de San Pedro Garza García, Nuevo León con la remodelación y la consiguiente reapertura de la sucursal Soriana Híper San Pedro.

#### 2017
El 31 de marzo de 2017, a raíz de la compraventa de Comercial Mexicana a Soriana, se funda el formato de hipermercado MEGA Soriana, esto a través de la reconversión de la sucursal Soriana Híper División del Norte a dicho formato heredado de las Tiendas Comercial Mexicana,  en el que tras la creación de dicho formato, entre los meses de abril y mayo del mismo año Soriana inicia la retransformación de algunas unidades de Comercial Mexicana en los Estados de Baja California, Baja California Sur, Sinaloa y Sonora al formato Soriana Híper así como la reconversión inicial de 8 tiendas Comercial Mexicana al nuevo formato MEGA Soriana en la Ciudad de México, así como en los Estados del centro del país como Guerrero, Hidalgo, el Estado de México y Querétaro.

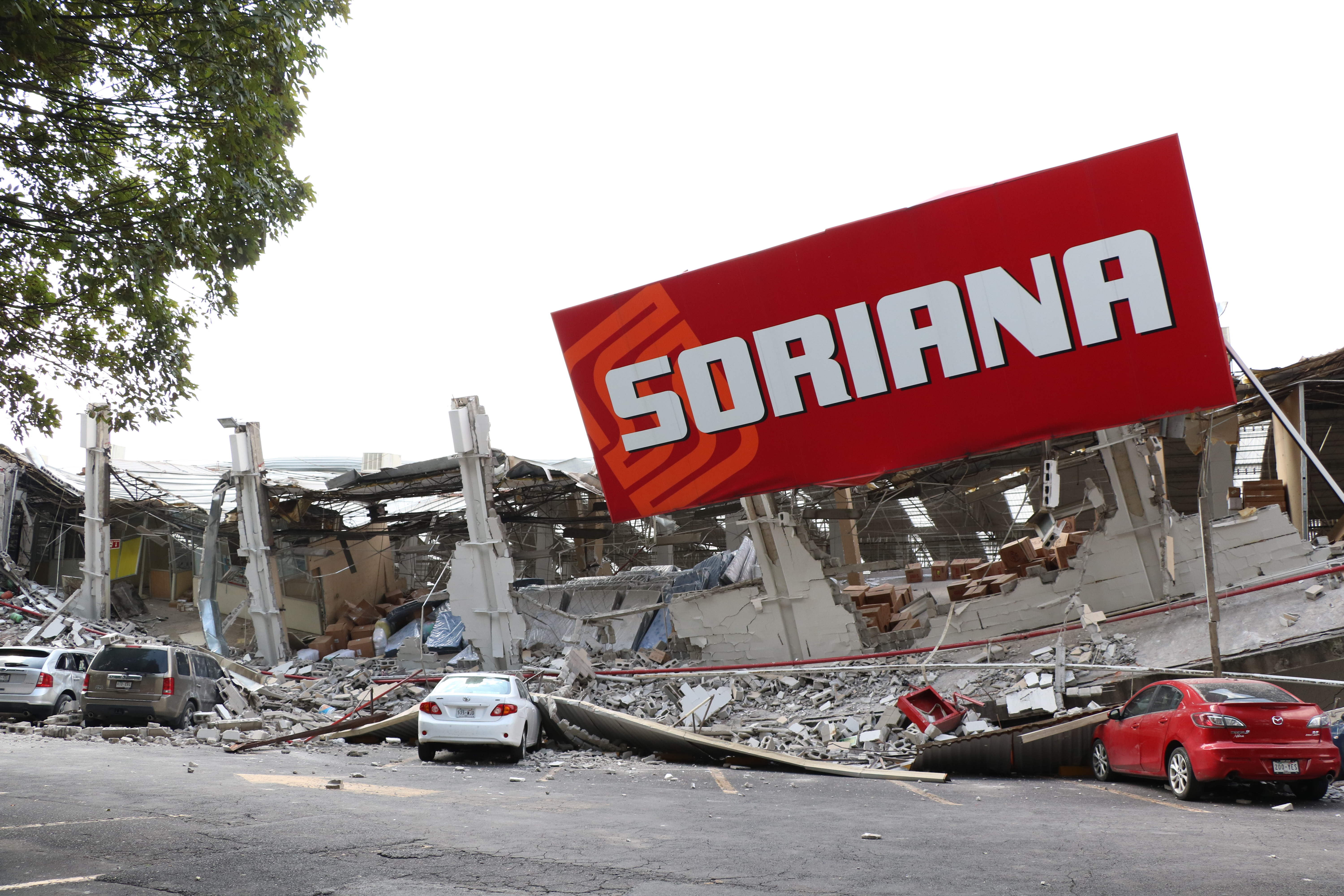
Foto de la tienda Soriana Taxqueña afectada por el sismo del 19 de septiembre de 2017.

Posteriormente, el 19 de septiembre de 2017 la sucursal Soriana Híper Taxqueña en la Ciudad de México se derrumbó por fuerte magnitud del sismo de aproximadamente 7.7 grados, el cual fue provocado por el Terremoto de Puebla de 2017 que afectó a la Ciudad de México. lanzando un comunicado especial a través de las redes sociales de Soriana.
El 14 de noviembre de 2017, de manera oficial se lleva a cabo la apertura de dos tiendas MEGA Soriana en las ciudades de Toluca en el Estado de México (Patio Tollocan) y Querétaro (Plaza Citadina El Pueblito) en el Estado de Querétaro. A finales del mismo mes, y como parte de la reconversión de las tiendas Comercial Mexicana a Soriana, Soriana Híper llega a la ciudad de Zamora, Michoacán con la reconversión de la tienda Comercial Mexicana a Soriana Híper, el cual actualmente queda como Soriana Híper Zamora Madero.

#### 2018
Durante principios y mediados del año 2018 -tras más de dos años del uso de la licencia de Comercial Mexicana- Soriana reconvierte las sucursales restantes de Comercial Mexicana del país a Soriana, entre las cuales, como resultado, gran parte de las tiendas que tenían los formatos de Comercial Mexicana y MEGA Comercial Mexicana, así como cuatro sucursales del formato Bodega Comercial Mexicana de los Estados de Guerrero, Morelos, San Luis Potosí, Ciudad de México y Estado de México fueron convertidas a MEGA Soriana, cuya última reconversión de tiendas terminaría el 31 de mayo de 2018 con la desaparición oficial y definitiva de Comercial Mexicana en el mercado mexicano. Tras terminar la licencia de uso de marca de Comercial Mexicana por parte de la compañía, Soriana aumentó su presencia en el centro del país e incluso logró incursionar por primera vez en ciudades donde antes no se contaba con presencia alguna de algún formato de la compañía como Rosarito, Baja California; Atlacomulco, Estado de México; Zihuatanejo, Guerrero; Tulancingo, Actopan, Ixmiquilpan y Tepeji del Río del Estado de Hidalgo; Cuautla y Jojutla de Juárez en Morelos; Cozumel, Quintana Roo y Xalapa, Veracruz, las cuales contaban con presencia de Comercial Mexicana mas no de Soriana.
También durante el año 2018, Soriana creó temporalmente el formato BODEGA Soriana, el cual fue un formato de autoservicio estilo bodega derivado de los desaparecidos formato BODEGA Comercial Mexicana y Alprecio, esto durante el proceso de conversión y asimilación a la imagen de Soriana de unidades del formato BODEGA que antes estaban en manos de Comercial Mexicana. Sin embargo, el 31 de diciembre de 2018, el formato BODEGA Soriana desaparece del mercado mexicano, convirtiendo gran parte de sus unidades al formato Soriana Mercado, así como cuatro sucursales a MEGA Soriana y otras tres más a Soriana Express. 
El 3 de agosto de 2018, Soriana - en conjunto con Falabella - abre su primera tienda bajo el formato de Sodimac Homecenter en el municipio de Cuautitlán Izcalli, Estado de México (Sodimac Izcalli),  en el que más adelante, Sodimac Homecenter iniciaría su expansión geográfica abriendo sus primeras sucursales en Naucalpan de Juárez, Estado de México (Sodimac Arboledas); Cuernavaca, Morelos (Sodimac Jacarandas) (en reemplazo de MEGA Comercial Mexicana, la cual a la vez es la primera tienda Sodimac en establecerse en el Interior de la República Mexicana); Boca del Río, Veracruz (Sodimac Boca del Río) (también en reemplazo de MEGA Comercial Mexicana Boca del Río, el cual a la vez es la primera tienda Sodimac del sureste mexicano); Sodimac Plaza San Mateo en el municipio de Naucalpan de Juárez, Estado de México  y San Luis Potosí (Sodimac El Paseo SLP), como parte de la expansión inaugural del formato Sodimac Homecenter dentro del territorio mexicano.

#### 2019
Durante el año de 2019, Soriana expande su formato Híper Premium a la ciudad de Torreón, Coahuila con la remodelación, reconversión al formato de Soriana Híper Premium y la consiguiente reapertura de la sucursal matriz Soriana Hipermart Independencia en junio de 2019, siendo esta la primera de dicho formato Prémium en establecerse en la Comarca Lagunera.
El 18 de julio de 2019, Soriana Súper crea otro nuevo prototipo de supermercado estilo fresh market con la apertura de Soriana Súper Town Square Metepec en Metepec, Estado de México. Asimismo, el 7 de agosto del mismo año, Soriana lleva a cabo la reapertura de Soriana Híper Premium Coapa, tienda que anteriormente fue cerrada temporalmente en el año 2016 para llevar a cabo la construcción del complejo comercial Gran Terraza Coapa, propiedad de Gigante Grupo Inmobiliario de Grupo Gigante donde actualmente es tienda ancla de la misma.

#### 2020
El 15 de enero de 2020, se funda el subformato de Soriana Súper, denominado Soriana Supermarket abriendo su primera sucursal en la localidad de San José del Cabo, Baja California Sur, el cual es un formato de supermercado con señalizaciones y rótulos con los idiomas inglés y español adaptados exclusivamente tanto para entidades que hacen frontera con Estados Unidos de América como para entidades o ciudades que cuenten con considerable turismo extranjero (como los casos de Cancún , Quintana Roo y Los Cabos, Baja California Sur) El 30 de enero del mismo año, el formato Soriana Express logra cumplir sus primeros 10 años de operaciones y con ello se lleva a cabo la apertura de Soriana Express Ticul en la localidad de Ticul, Yucatán.
El 29 de febrero de 2020, se cierra la tienda City Club en la ciudad de León, Guanajuato (City Club León), debido a bajas ventas y a su poca rentabilidad de la misma durante sus más de 5 años de funcionamiento en dicha ciudad de la Región Bajío, esto a consecuencia del bajo interés de la población leonense ante el formato City Club así como la fuerte competencia con sus rivales trasnacionales Sam's Club y Costco Wholesale y la notable preferencia de esta última por parte de la sociedad leonense.
Durante el año 2020, Soriana ha realizado ajustes empresariales en cuanto a control de sucursales, esto derivado de la compra de Comercial Mexicana hacia 5 años atrás, el cual la compañía ha enfrentado -especialmente en la zona centro del país la fuerte competencia de sus rivales en la zona centro del país, desabasto en sus inventarios en algunas sucursales, la canibalización en sus diferentes formatos de tiendas y una deficiente recepción de los consumidores a la integración de unidades que antes estaban en manos de Comercial Mexicana, por lo que entre los meses de febrero y septiembre de 2020, Soriana terminó operaciones y cerró definitivamente quince unidades dentro del territorio mexicano incluyendo la Ciudad de México, de las cuales cuatro de ellas, por órdenes de la Comisión Federal de Competencia Económica, fueron adquiridas por la cadena de supermercados de origen veracruzano Chedraui, mientras que otras dos más fueron adquiridas tiempo después por La Comer en el 2022.
El 26 de noviembre del mismo año, Soriana llega a la localidad de Parras de la Fuente, Coahuila con la inauguración de Soriana Express Parras como una de las principales tiendas ancla de la plaza comercial Vía Plaza Madero, el cual consiste en una versión de Soriana Express qué ofrece, como valor agregado a lo que regularmente ofrece el  formato Express, productos de alto valor como carnes y quesos gourmet, panadería artesanal, abarrotes diferenciados y una cava de vinos, retomando así la expansión geográfica de aperturas de tiendas de la compañía, esto tras el cierre de quince sucursales a lo largo del país durante los tiempos de Pandemia de COVID-19 en México en ese mismo año.

#### 2021
En 2021, Soriana, City Club y Sodimac Homecenter retoman su respectivas expansiones geográficas realizando varias aperturas de tiendas a lo largo del territorio mexicano, empezando por la apertura de la séptima tienda Sodimac Homecenter del país en la ciudad de León, Guanajuato (Sodimac Cerro Gordo), la cual retomó el espacio que dejó vacante City Club tras su cierre el 29 de febrero de 2020, así como la apertura de la primera sucursal de Sodimac Homecenter en la ciudad de Monterrey, Nuevo León el 1 de septiembre del mismo año (Sodimac Sendero Monterrey). El 23 de septiembre del mismo año - tras un año del cierre y reconstrucción de Soriana Gavilanes-, Soriana abre un nuevo complejo comercial en la ciudad de Zacatecas, Zacatecas bajo el nombre de Soriana Gavilanes y con ello se lleva a cabo la reapertura de Soriana Súper Gavilanes bajo un renovado concepto de supermercado fresh market, el cual es el primero en la ciudad y, por ende en la entidad, así como la apertura del primer City Club en Zacatecas dentro del mismo complejo comercial (City Club Zacatecas).
El 28 de octubre de 2021, Soriana Súper llega al Estado de Colima con la apertura de su primera tienda en el municipio de Villa de Álvarez como tienda ancla del centro comercial Sendera Colima Hábitat Urbano (Soriana Súper Sendera Colima), el cual consta de un formato de supermercado estilo fresh market bajo una superficie de ventas de 2,897 metros cuadrados. El 12 de noviembre del mismo año se inaugura la tienda Soriana Híper Premium Galerías Valle Oriente en la ciudad de Monterrey, Nuevo León, esto como parte de la segunda fase de la ampliación del centro comercial Galerías Valle Oriente. Y el 3 de diciembre de 2021, se inauguró el segundo Sodimac Homecenter del Área Metropolitana de Monterrey en el municipio de Santa Catarina, Nuevo León (Sodimac Santa Catarina)

#### 2022
El 8 de junio de 2022, Soriana logra llegar a las 800 unidades establecidas en México con las aperturas de Soriana Híper y City Club en la ciudad fronteriza de Tapachula, Chiapas como tiendas ancla principales del centro comercial Alaia Tapachula. Poco tiempo después, el 12 de junio del mismo año, se derrumbó el techo de la sucursal MEGA Soriana Mixcoac Revolución de la Ciudad de México (que originalmente fue sucursal sede de la actualmente desaparecida Controladora Comercial Mexicana hasta su adquisición por la cadena regiomontana en 2016), debido al granizo y las fuertes lluvias, siendo reparada y remodelada meses después. El 16 de junio de 2022, Sodimac Homecenter abre su primera tienda dentro de la Ciudad de México con la sucursal de Sodimac Plaza Central, que a la vez se crea un nuevo prototipo de tienda de tamaño pequeño dirigida a colonias populares o zonas con alta densidad de  población 
Tiempo después, el 10 de noviembre de 2022, City Club abre su primera sucursal en la ciudad capital tamaulipeca de Ciudad Victoria (City Club Ciudad Victoria).  Más tarde, en diciembre del mismo año, Sodimac Homecenter se expande en el país con la apertura de la segunda sucursal dentro de la Ciudad de México (Sodimac Gran Sur, que a la vez es la primera sucursal de Sodimac dentro de la Ciudad de México en su formato tradicional) así como la inauguración de la primera tienda Sodimac Homecenter en la ciudad de Saltillo, Coahuila (Sodimac Saltillo).
Por parte de Soriana, a mediados del año 2022, inicia la reconversión de dos tiendas MEGA Soriana al formato principal Soriana Híper con las sucursales MEGA Soriana Gran Sur de la Ciudad de México y MEGA Soriana Campeche de la ciudad de San Francisco de Campeche, Campeche, que ahora quedaron con el formato Híper tras sus respectivas transiciones de formatos en cada una de ellas. El 6 de diciembre de 2022, se abre la sucursal Soriana Mercado Prado Norte en la ciudad de Cancún, Quintana Roo, retomando así la expansión geográfica de aperturas de sucursales bajo el formato de Soriana Mercado en el país desde 2015.

#### 2023
Durante el año 2023, Soriana, City Club y Sodimac Homecenter se han expandido a lo largo del país a través de aperturas y remodelaciones de sucursales, empezando por la inauguración de la sucursal Soriana Híper Premium Viñedos en la ciudad de Torreón, Coahuila, la cual se llevó a cabo el 1 de febrero de 2023, siendo esta la tienda #14 de dicha ciudad coahuilense perteneciente a la Comarca Lagunera.  Un mes después, el 1 de marzo de 2023, se llevan a cabo las reaperturas de las sucursales de MEGA Soriana Pilares y MEGA Soriana Tlatelolco de la Ciudad de México, las cuales fueron traspasadas al formato Soriana Híper al momento de ser remodeladas, así como la reapertura de la sucursal de Soriana Híper San Jerónimo en el Área Metropolitana de Monterrey, que pasó al subformato Soriana Híper Premium con su remodelación.  El 30 de marzo del mismo año, Soriana llega a la ciudad de Comitán de Domínguez, Chiapas con la apertura de Soriana Mercado Comitán. El 17 de mayo de 2023, el formato Soriana Súper llega por primera vez a Ciudad Juárez, Chihuahua con la apertura de Soriana Súper Alameda Iglesias en el complejo comercial Alameda Iglesias, esto en reemplazo de la sucursal Soriana Híper Iglesias, que cerró sus puertas el 30 de enero de 2020 para llevar a cabo la demolición y construcción del complejo comercial Alameda Iglesias, el cual consta de un nuevo concepto del formato supermercado con nuevos departamentos exclusivos de dicho formato, como fábrica de donas, cámara de cerveza artesanal y comercial así como un nuevo departamento de alimentos preparados especializados en alimentos fritos y BBQ conocido como TEX-MEX adaptados exclusivamente a ciudades o entidades federativas qué hacen frontera con los Estados Unidos de América.
El 30 de junio de 2023, Soriana Híper Premium llega por primera vez a Jalisco con la remodelación y reapertura de Soriana Híper Aviación en el municipio de Zapopan. Posteriormente, el 1 de julio del mismo año termina operaciones la sucursal Soriana Híper Santa Cecilia en Monterrey, Nuevo León. 
El 27 de julio de 2023, Sodimac Homecenter continúa su expansión geográfica abriendo la decimotercera sucursal del país en el municipio de Huixquilucan, Estado de México dentro el Centro Comercial Interlomas (Sodimac Interlomas) El 31 de julio del mismo año, se cierra de manera temporal la tienda Soriana Mercado Hernan Cortés en el puerto de Veracruz, Veracruz, esto debido a asuntos de arrendamiento con Grupo Gigante (propietaria legal de la sucursal), reabriendo la sucursal en noviembre del mismo año ahora con el formato Soriana Express. 
El 15 de noviembre de 2023, City Club llega al Estado de Jalisco con la inauguración de la primera sucursal en el municipio de Zapopan en el Centro comercial Plaza Cordilleras (City Club Cordilleras) Posteriormente, el 23 de noviembre del mismo año, reabre sus puertas la sucursal Soriana Express Hernan Cortés en el puerto de Veracruz, Veracruz en reemplazo del formato Soriana Mercado, y el 24 de noviembre de 2023, Soriana Súper llega a la ciudad de Saltillo, Coahuila con la apertura de Soriana Súper Campestre
Finalmente, el 21 de diciembre de 2023, la compañía expande nuevamente su formato Soriana Súper en Ciudad Juárez, Chihuahua con la apertura de su segunda sucursal en el fraccionamiento Talamás (Soriana Súper Talamás). Al cierre del año 2023 se realizaron un total de 10 aperturas y 47 remodelaciones a sucursales ya existentes a lo largo del territorio mexicano 

#### 2024
El 18 de abril de 2024, City Club se expande en la Comarca Lagunera con la apertura de City Club Viñedos en la ciudad de Torreón, Coahuila, siendo esta la segunda sucursal del formato en establecerse en dicha ciudad coahuilense de la Comarca Lagunera. Posteriormente, el 16 de mayo del mismo año, se abre la tercera sucursal de Sodimac Homecenter en el Área Metropolitana de Monterrey, Nuevo León (Sodimac Santa Cecilia, en reemplazo de Soriana Híper qué cerró sus puertas el 1 de julio de 2023), siendo a su vez la decimocuarta tienda establecida dentro del territorio mexicano Entre los meses de mayo y junio de 2024, el formato Soriana Súper llega a la capital de Chihuahua, Chihuahua con la apertura de dos tiendas bajo dicho formato de supermercado (Soriana Súper JM Iglesias inaugurada el 30 de mayo de 2024 y Soriana Súper Romanzza inaugurada el 6 de junio del mismo año)
Durante el mes de julio de 2024, Soriana Híper abrió tres sucursales del subformato Prémium en los Estados de Nayarit (Soriana Híper Premium Bahía de Banderas en el Municipio de Bahía de Banderas ) , Baja California Sur (Soriana Híper Premium Tezal en Cabo San Lucas) y Quintana Roo (Soriana Híper Lunamar en Playa del Carmen), así como la apertura de la primera tienda en el municipio de Pesquería, Nuevo León bajo el formato Soriana Mercado (Soriana Mercado Río Pesquería), el cual se llevó a cabo el 4 de julio de 2024, que se destaca por contar con señalizaciones y rótulos al idioma coreano, esto con el objetivo de cubrir las necesidades tanto de los consumidores nacionales como de los surcoreanos que radican en dicha localidad neolonesa. 
El 8 de agosto de 2024, Soriana llega al municipio de Rioverde, San Luis Potosí con la apertura de su primera tienda bajo su formato Mercado (Soriana Mercado Ríoverde)  Posteriormente, el 29 de agosto del mismo año, Soriana suma dos nuevas tiendas del subformato Híper Prémium en el Área Metropolitana de Guadalajara, Jalisco, esto mediante las reaperturas a dicho subformato prémium de las sucursales Soriana Híper Bugambilias y Soriana Híper Cordilleras, ambas ubicadas en el municipio de Zapopan, las cuales fueron cambiadas al formato Híper Prémium al momento de ser remodeladas.
El 4 de octubre de 2024, tras 10 meses de su inauguración y servicio al público tapatío, fue clausurada indefinidamente la tienda City Club Cordilleras en el Área Metropolitana de Guadalajara, Jalisco, esto debido a un incendio. Poco tiempo después, el 17 de octubre de 2024, Soriana expande su formato Soriana Súper a la ciudad fronteriza de Ciudad Juárez, Chihuahua con la apertura de la sucursal Soriana Súper Ribera del Lago, la cual es la tercera sucursal en establecerse bajo dicho formato así como la sucursal #14 de la compañía en establecerse en dicha ciudad fronteriza chihuahuense desde 1984, que cuenta con un piso de ventas de 2,500 metros cuadrados a través del cual se aplico una inversión de 174 millones de pesos para llevar a cabo la edificación de dicha sucursal,  además de la expansión del formato Sodimac Homecenter a la Región Centro-Occidente del país, en el que con ello inicia operaciones la primera sucursal en el Área Metropolitana de Guadalajara, Jalisco con la inauguración al público de Sodimac La Cima Zapopan en el municipio de Zapopan, siendo esta la tienda #15 del formato Sodimac Homecenter en establecerse dentro de la República Mexicana el cual cuenta con un piso de ventas neto de 8,400 metros cuadrados, completando así la presencia de todos los formatos de Soriana en el Área Metropolitana de Guadalajara a partir de su primera incursión en el año de 1994. 
El 6 de diciembre de 2024, Soriana se expande al sureste de México y con ello se inaugura la sucursal Soriana Híper Tulum en la localidad de Tulum, Quintana Roo, cuyo corte de listón inaugural fue encabezado por el presidente municipal de Tulum, Diego Castañón Trejo, en conjunto con la secretaria de Gobierno, Cristina Torres así como del empresario mexicano y actual propietario de Organización Soriana, Ricardo Martín Bringas, directivos del corporativo Soriana, empresarios y profesionistas, cuya tienda tuvo una inversión de 550 millones de pesos en los que se generaron un total de 250 empleos a partir de su inicio de operaciones.

## Actualidad
Empresarial y comercialmente, Soriana compite primariamente con cadenas de autoservicio con presencia nacional como Walmart de México, La Comer y Chedraui. Asimismo, Soriana compite con cadenas de autoservicio de índole local y regional como Alsuper, Casa Ley, Calimax, Arteli, Súper Aki, Merza y H-E-B, entre otras cadenas regionales. Era frecuente ver tickets de las cadenas Walmart, Bodega Aurrera, Walmart Express (anteriormente Superama), Alsuper, S-Mart, Chedraui, H-E-B y Casa Ley pegados en las cartulinas mostrando que dichos artículos eran más baratos el día que se hizo la compra consignada en la nota. Hasta 2008, las Tiendas Soriana habían hecho una alianza estratégica con Comercial Mexicana y Tiendas Gigante, para competir económicamente contra Walmart.
Soriana mantiene una promoción permanente con un sistema de tarjeta de puntos, donde los productos regalan puntos para obtener descuentos o productos gratis y en mercancías generales se regala dinero electrónico. En el inicio fue nombrada como “Tarjeta del Aprecio” desde el 2000. En 2009, se le renombra como “Mi Ahorro” a la vez que Mercado Soriana manejaba la tarjeta “Baratísimo”; en 2014, evoluciona a “Recompensas Soriana” y desde 2017, también cómo “Recompensas Soriana Payback” debido al cambio de Comercial Mexicana y su antiguo convenio con Payback.  En 2023, fue renovada una vez más como “Soriana YA!”, debido a la salida del mercado mexicano de Payback México, la cual conserva los puntos todo un año; reiniciando la cuenta cada mes de octubre.
Actualmente, tiene presencia en los 32 estados de la República Mexicana. Cuenta con 650 sucursales en 208 ciudades contando con unos 3.1 millones de m² de piso de venta. Sus tiendas son divididas en cinco formatos: el megamercado Soriana Híper Plus (formalmente conocido como Soriana Híper Premium), los hipermercados Soriana Híper y Mega Soriana, el supermercado Soriana Súper, las tiendas formato bodega Soriana Mercado, las tiendas bodega exprés Soriana Express, un club de precios por membresía City Club y la cadena de tiendas de conveniencia Super City. Cuenta con una red logística está compuesta por 14 Centros de Distribución ubicados estratégicamente en 8 estados del país.
Soriana tiene su origen en la región lagunera, sin embargo su consolidación se ha desarrollado en Monterrey, Nuevo León, la actual residencia del corporativo de la misma. Opera también un centro de maquilado en frutas y verduras de nombre AMPUERO, el cual exporta productos de alta calidad a varias localidades de los Estados Unidos.

### Inversiones históricas
Debido a una desinversión voluntaria decidida por Grupo Gigante, el 6 de diciembre de 2007, adquirió las tiendas de Grupo Gigante, por 1,350 millones de dólares más el valor de los inventarios de las tiendas adquiridas. Con esta compra, Soriana logra incrementar un 47% su capacidad de piso de ventas y logra consolidarse como el 2° operador de supermercados de México, solo por detrás de Walmart de México.
El 29 de enero de 2015, adquirió gran parte de las tiendas de Comercial Mexicana en sus formatos Tienda, Mega, Bodega y Alprecio, incluyendo su emblemática promoción de Julio Regalado, dicha operación fue aprobada por la Comisión Federal de Competencia Económica, sin embargo, se condicionó dicha operación, ya sea, abstenerse de adquirir algunas tiendas o comprarlas y posteriormente venderlas, mismas qué fueron aceptadas el 12 de octubre del mismo año,dentro de las condiciones que aceptó la empresa, 14 tiendas fueron retenidas por la nueva compañía denominada La Comer, mientras que 12 serán vendidas a terceros, la empresa opera los formatos de Comercial Mexicana desde el 1 de enero de 2016 hasta mayo de 2018.
En abril de 2016, Soriana llega a un acuerdo con la empresa chilena (Falabella) creando una alianza que consistiría en el desarrollo de dos de sus negocios cómo tiendas de mejoramiento para el hogar Sodimac y productos financieros CMR y para la llegada a México de la cadena de artículos de construcción y del hogar llamada Sodimac, así abriendo su primera sucursal en agosto de 2018 en Izcalli, Estado de México.

## Formatos

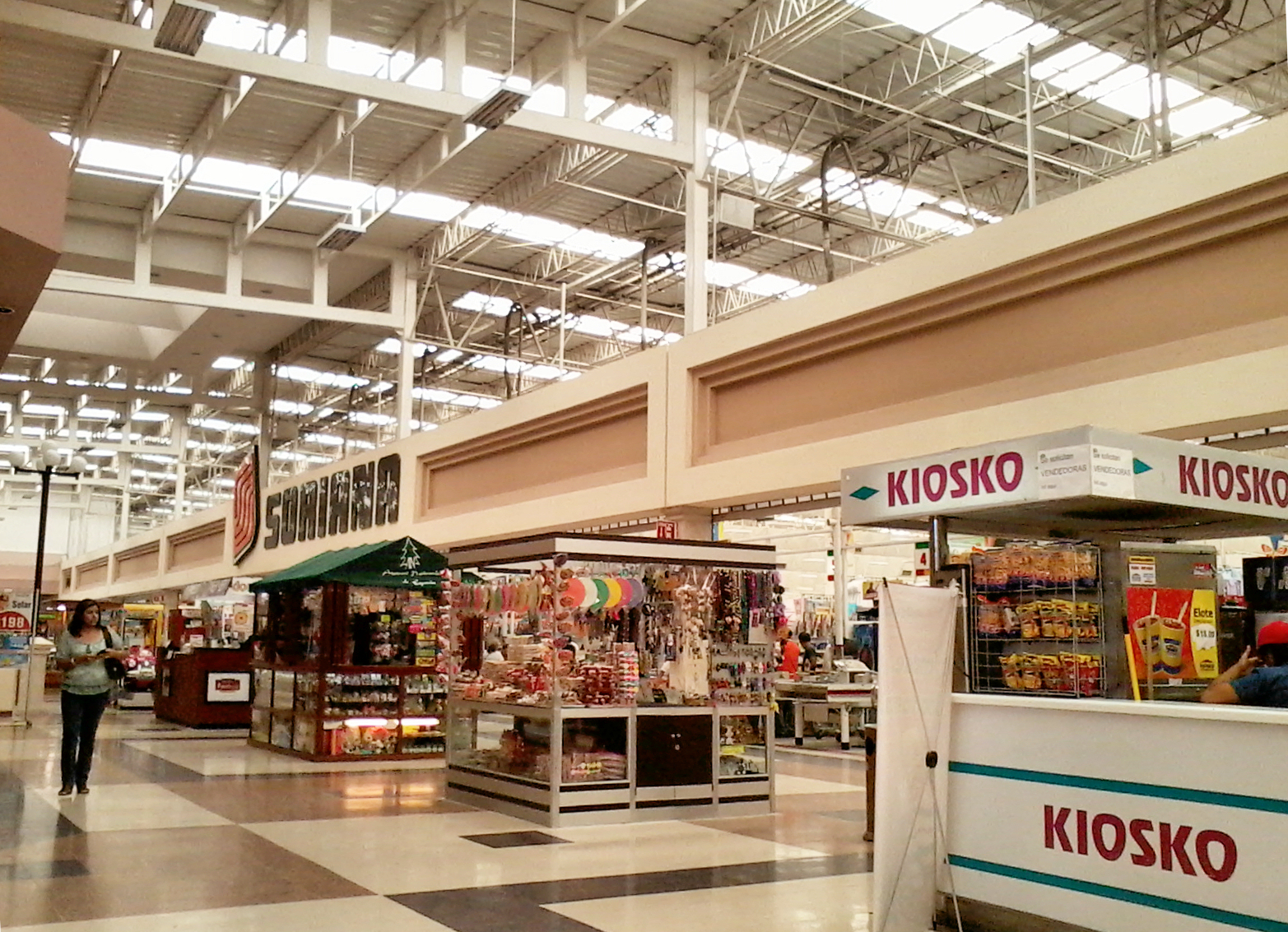
Interior de una Soriana Hipermercado en Oaxaca, Oaxaca.

### Soriana Híper
Formato principal de la cadena creada en 1968, cuyo formato de tiendas se enfoca a consumidores ubicados en ciudades de más de 150,000 habitantes, las cuales tienen una superficie promedio de piso de venta de 7,000 metros cuadrados. Operan bajo el esquema de ventas al menudeo, en el cual manejan un amplio surtido de mercancías con 50,000 SKU's de las divisiones de ropa, mercancías generales, abarrotes y alimentos perecederos. Cuentan con una galería comercial formada por 40 o 50 pequeños locales que la compañía renta a terceros, quienes comercializan productos y servicios al consumidor.
Sus competidores son Walmart Supercenter del Grupo Walmart; Chedraui de Grupo Comercial Chedraui; Casa Ley en su formato Ley Fiesta Europea (Hipermercado), y La Comer de Grupo La Comer. Antes de 2016, competía contra Comercial Mexicana, de Controladora Comercial Mexicana. La mayor parte de las Tiendas Gigante fueron convertidas en Soriana Plus antes del cambio a Híper. En 2018, Soriana convirtió parte de los 47 formatos de Tienda Comercial Mexicana a Soriana Híper, principalmente en zonas del Norte de México, así como en los estados de Sinaloa, Sonora y Baja California Sur, y las ciudades de Zamora, Michoacán y Celaya, Guanajuato. En Baja California, Soriana convirtió virtualmente 14 tiendas Comercial Mexicana en Soriana Híper.

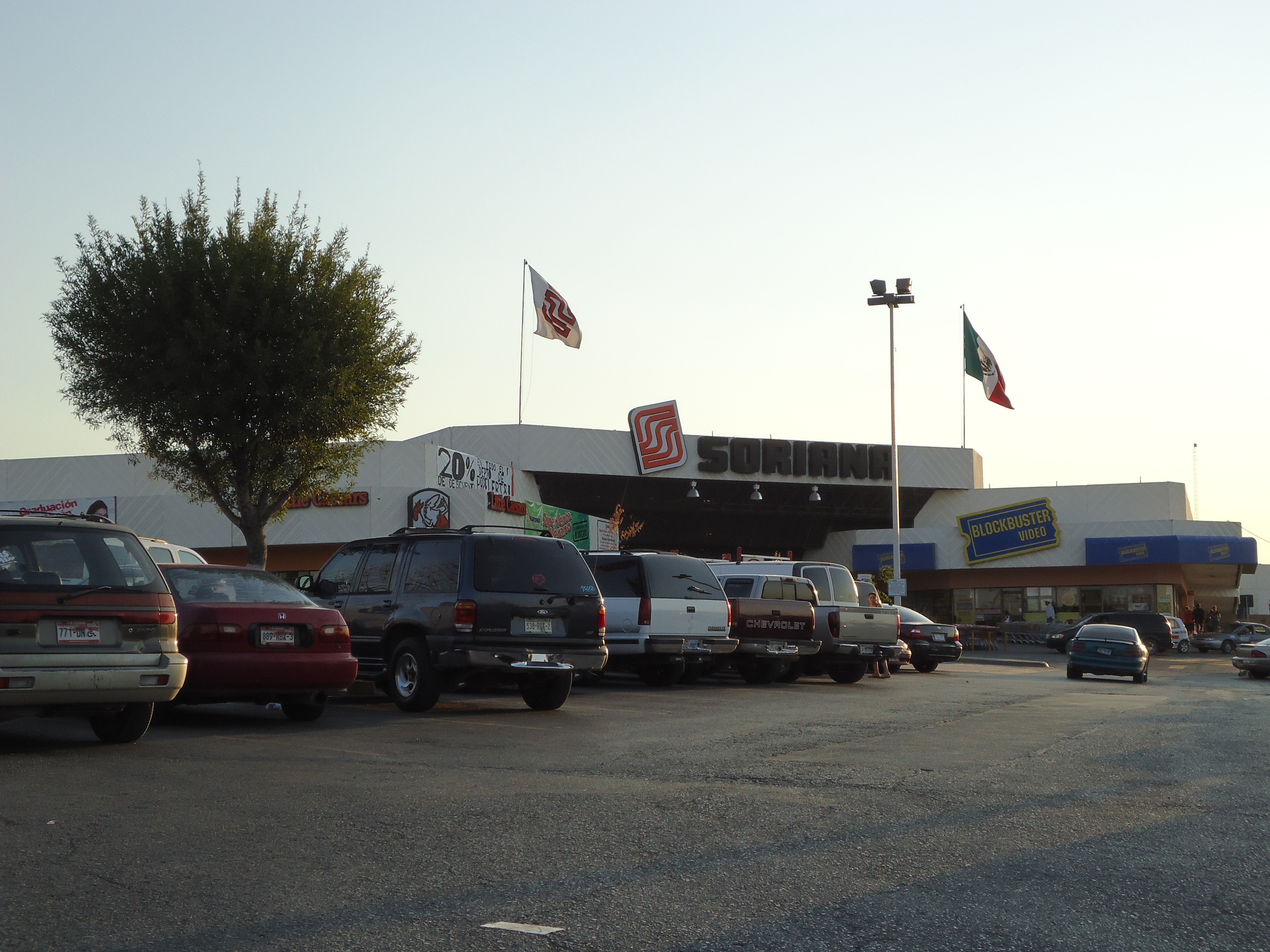
Sucursal de Soriana Híper en Piedras Negras, Coahuila.

### Soriana Plus
Antes de la compra de Supermercados Gigante, este formato fue conocido como Soriana Plus en algunas ciudades a modo de prueba.  Es un subformato de las tiendas Soriana Híper ubicado en zonas con clientes de alto poder adquisitvo. Este formato se diseñó para proporcionar, adicionalmente a lo que ofrece Soriana Híper, productos de alto valor como vinos o alimentos gourmet, en el cual su nivel de mercancía se extiende a 60,000 SKU's además de que sus tiendas fueron rediseñadas. La sucursal Híper Polanco, de Plaza Miyana; ubicada en la colonia Polanco en la Ciudad de México, se le considera un Soriana Híper Plus. Sus competidores son H-E-B, La Comer de Grupo La Comer, Walmart de Walmart de México; y Selecto Chedraui de Grupo Comercial Chedraui. Antes de 2016, competía parcialmente contra Comercial Mexicana en su formato Mega Comercial Mexicana.

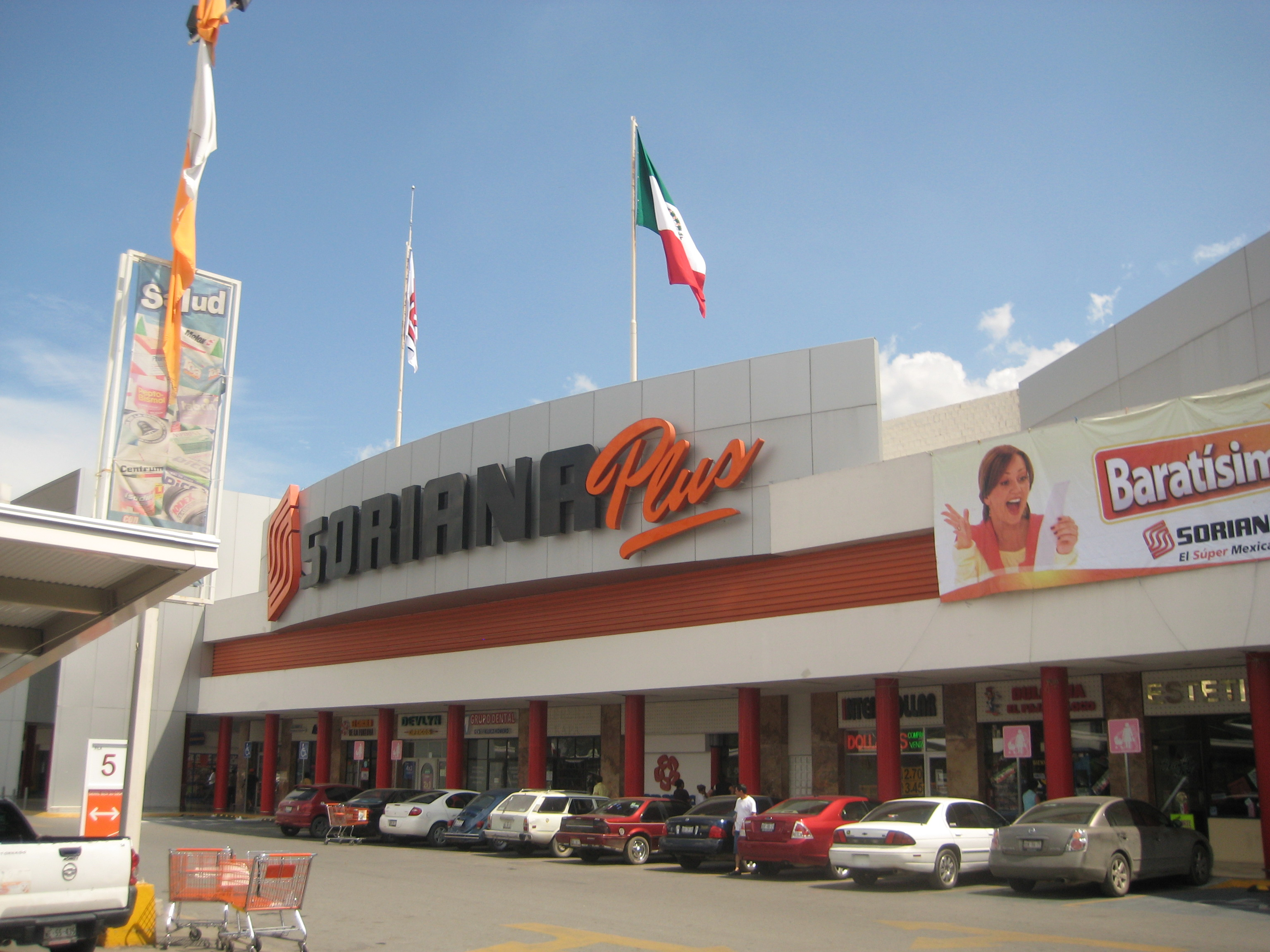
Sucursal de Soriana Plus, Ciudad Victoria, Tamaulipas.

### Soriana Mercado
Formato creado en 2003. Son tiendas con una superficie promedio de piso de ventas de 5,000 metros cuadrados, enfocadas a ciudades con menos de 100,000 habitantes y áreas populares en las grandes ciudades donde no es posible ubicar un Soriana Híper. Manejan los productos de mayor rotación en los hipermercados de las divisiones de abarrotes, perecederos, y una selección de productos de ropa y mercancías generales. Son tiendas con decoración modesta, con un buen nivel de confort. Tienen una superficie de piso de venta entre 4,500 y 5,000 metros cuadrados. En algunas ciudades, Soriana Mercado cambia a Híper si hay más demanda de la que cubre la tienda; por lo que la transición es notoria en el diseño. Su competencia directa son tiendas como Bodega Aurrera de Walmart de México; Chedraui en sus formatos Chedraui y Súper Che; y Casa Ley en su formato Casa Ley "Fiesta Compacta". Antes de 2016, competía contra Comercial Mexicana en su formato Bodega Comercial Mexicana. Se convirtieron en Soriana Mercado la mayor parte de las Bodegas Gigante y algunas elegidas tiendas Gigante. En 2018, Soriana convirtió parte de los 32 formatos de Bodega Comercial Mexicana a este formato, principalmente en el centro sur del país, y a excepción de aquellos que conservaron la denominación "Bodega" en el Centro de México temporalmente hasta su cambio de formato a MEGA Soriana.

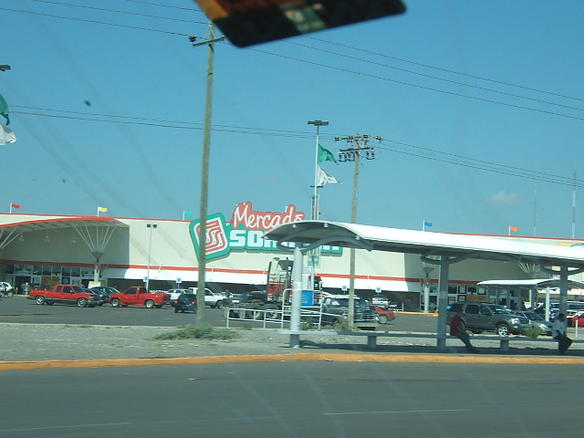
Sucursal de Soriana Mercado en Nueva Rosita, Coahuila.

### Soriana Súper
Formato creado en 2008 tomando como base original las tiendas Súper Gigante. Son tiendas con una superficie promedio de piso de ventas de 2,500 metros cuadrados y están ubicados principalmente en dos áreas: zonas con población de ingresos medios y altos o en zonas donde no es posible ubicar un Soriana Híper. Algunas ciudades donde había muchas tiendas Gigante fueron convertidas a Soriana Súper. Son tiendas que manejan productos de consumo diario como abarrotes, perecederos y alimentos preparados. Como formato de supermercado, sus competidores son Calimax en el Este de México; La Comer en sus formatos Fresko y Sumesa; Walmart de México y su formato Walmart Express, (anteriormente conocida como Superama); Casa Ley y sus formatos Súper Ley y Súper Ley Express; Chedraui y sus formatos Selecto Súper Chedraui y Selecto Chedraui y Aka Superbodega de Arteli. Fueron convertidos en Soriana Súper todos los Súper G; además de algunas tiendas Gigante, Bodegas Gigante y la mayoría de las tiendas Súper MAZ.

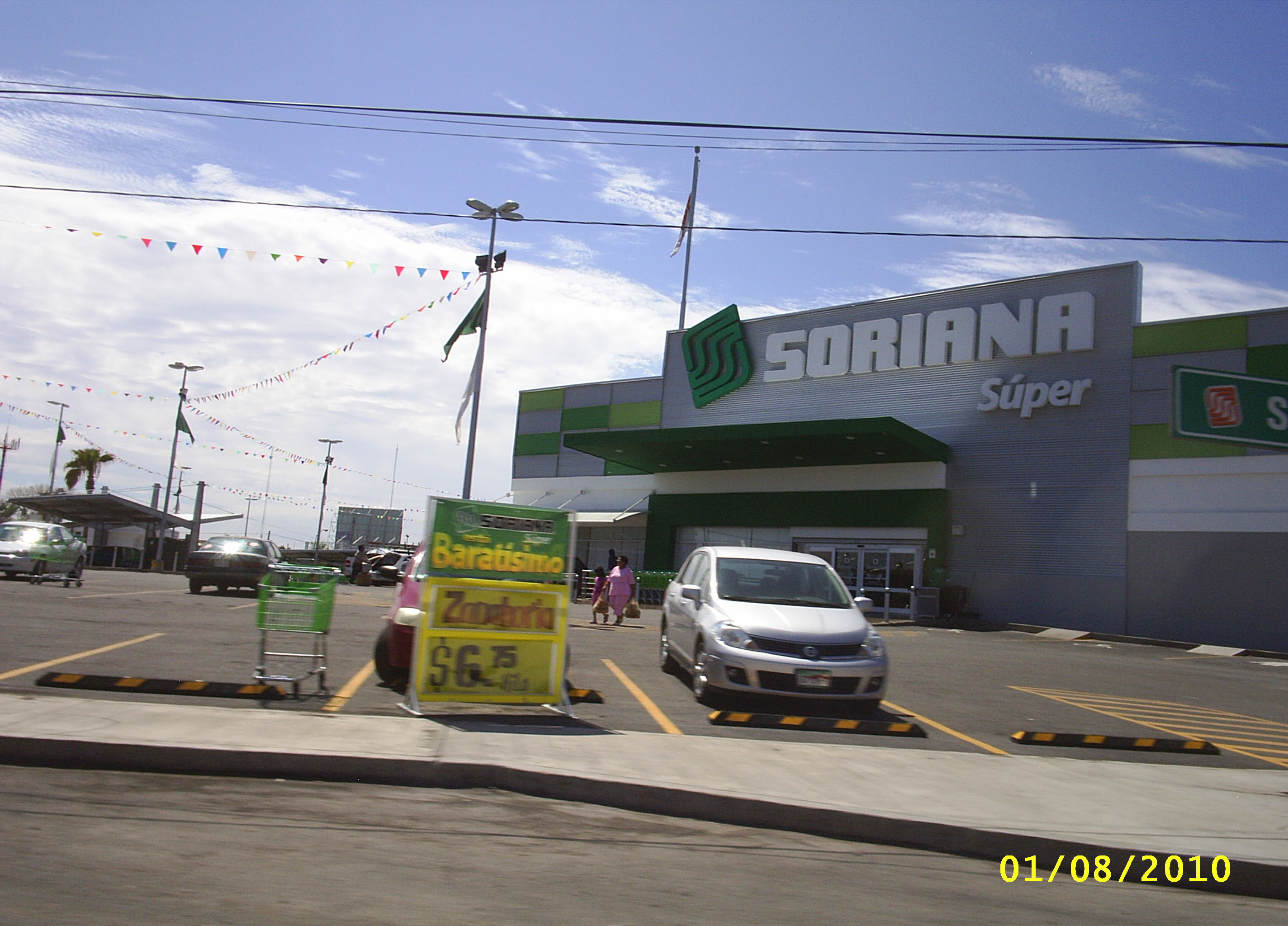
Sucursal de Soriana Súper en Torreón, Coahuila.

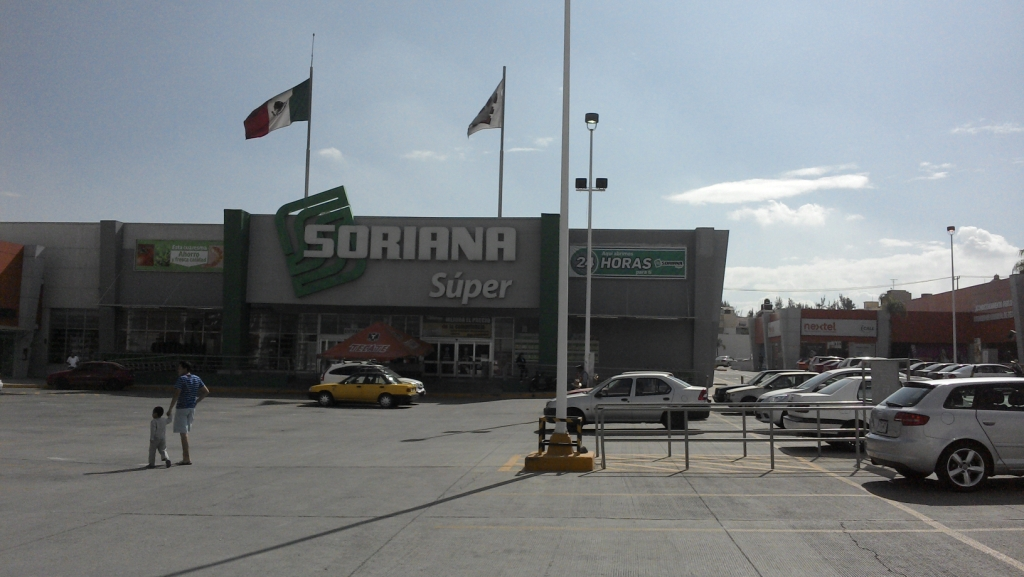
Sucursal de Soriana Súper en Tlaquepaque, Jalisco.

### Soriana Express
Formato creado en 2010 tomando como base para zonas, ciudades o poblaciones donde no es factible ni Soriana Híper ni Mercado Soriana; apto para ciudades de 10,000 a 90,000 habitantes. Son tiendas con una superficie promedio de ventas de 1,500 metros cuadrados y están ubicados principalmente en zonas con población de ingresos medios y bajos, en el cual ofrece todo lo necesario para satisfacer las necesidades de consumo en poblaciones donde se encuentre presente como abarrotes, ropa, perecederos y mercancías generales en forma moderada pero completa. En el rubro, compiten principalmente con las tiendas Mi Bodega Aurrera de Walmart de México; Ley Express de Casa Ley; Súper Kompras Micro de Súper Kompras; Súper Che del Grupo Chedraui y otras tiendas locales independientes. Antes de 2016, competía con AlPrecio de Comercial Mexicana; Fueron convertidos en Soriana Express algunas tiendas Gigante, Bodega Gigante y Súper Maz del Grupo Gigante donde se cumplían estos requisitos.

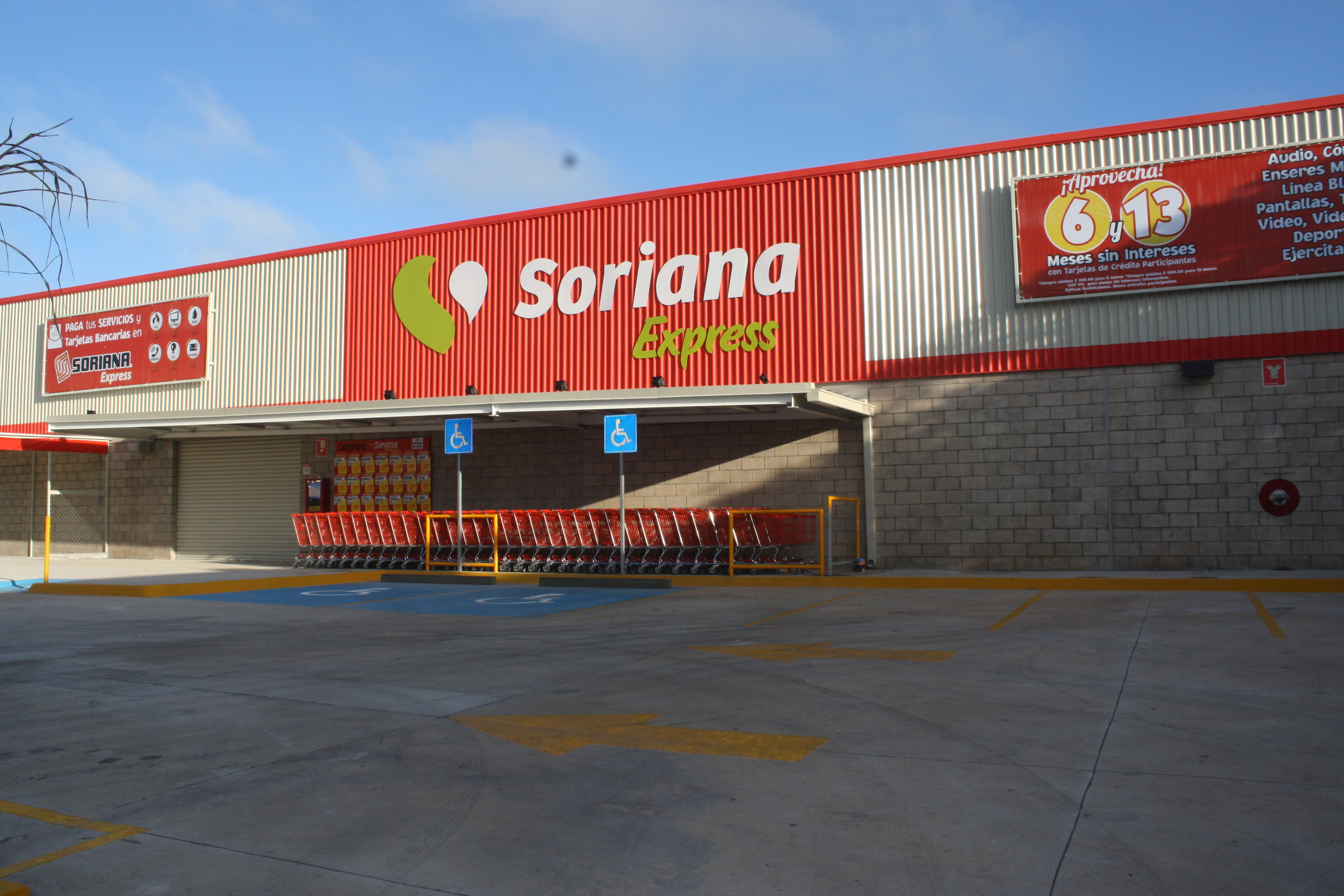
Sucursal de Soriana Express en la Ciudad de México.

### MEGA Soriana
Derivado de la compra-venta de Comercial Mexicana a Soriana, la tienda analizó la propuesta del hipermercado Mega Comercial Mexicana y, una vez terminada la licencia para operar la marca Comercial Mexicana, Tiendas Soriana conservaría el nombre “MEGA”, a partir de la adquisición de 70 inmuebles asignados con el nombre. De todos los formatos, MEGA es un formato de tienda cuya superficie promedio de piso de ventas es de entre 7,500 y 14,000 metros cuadrados y que Soriana asimiló y mantuvo de la anterior Comercial Mexicana. Sus interiores son similares a los recientes y últimos diseños de las tiendas Comercial Mexicana antes de su reinvención como La Comer; incluyendo sus marcas de cafetería y pastelería, así como algunas remodelaciones a tiendas descuidadas por parte de la Comercial Mexicana. 
Este concepto de tienda manejan un amplio surtido de mercancías con 60,000 SKU's, en el cual manejan, adicionalmente a lo que ofrece las tiendas Soriana Híper, productos como alimentos gourmet y vinos, así como servicios en el cual manejaba su antecesora MEGA Comercial Mexicana antes de su transición a MEGA Soriana, tales como Grand Café, Bocatto y Fábrica de Quesos. Este movimiento se confirmó con la conversión de la sucursal Híper División del Norte en la Ciudad de México; que ahora queda como Mega Soriana. En 2017, fueron convertidas seis tiendas Comercial Mexicana, una sucursal en formato Bodega y una Mega Comercial Mexicana en Mega Soriana; Desde el 1 de marzo de 2018 se da la transición oficial a este formato con la modificación de la página web y redes sociales de Comercial Mexicana, así como el reemplazo del logo del pelícano distintivo de Comercial Mexicana por el de corazón de Soriana en gran parte de las unidades existentes. Todas las sucursales de estas zonas que anteriormente tenían los formatos Comercial Mexicana y Mega Comercial Mexicana fueron convertidos en Mega Soriana, así como algunas unidades Bodega Comercial Mexicana en los estados de la república mexicana como el Estado de México, Guerrero, Hidalgo, San Luis Potosí y Morelos. En su perfil de megamercado, compiten, sólo de forma parcial, con H-E-B; La Comer de Grupo La Comer; Walmart de Walmart de México; y Chedraui en sus formatos Chedraui y Selecto Chedraui.
Al partir de 2022, se empieza la remodelación en algunas sucursales de este formato, inicialmente con las sucursales de Pilares, Tlatelolco, Gran Sur y  Campeche cambiándolas al formato Soriana Híper, así con todas las sucursales MEGA Soriana cambiándolas a Soriana Híper.

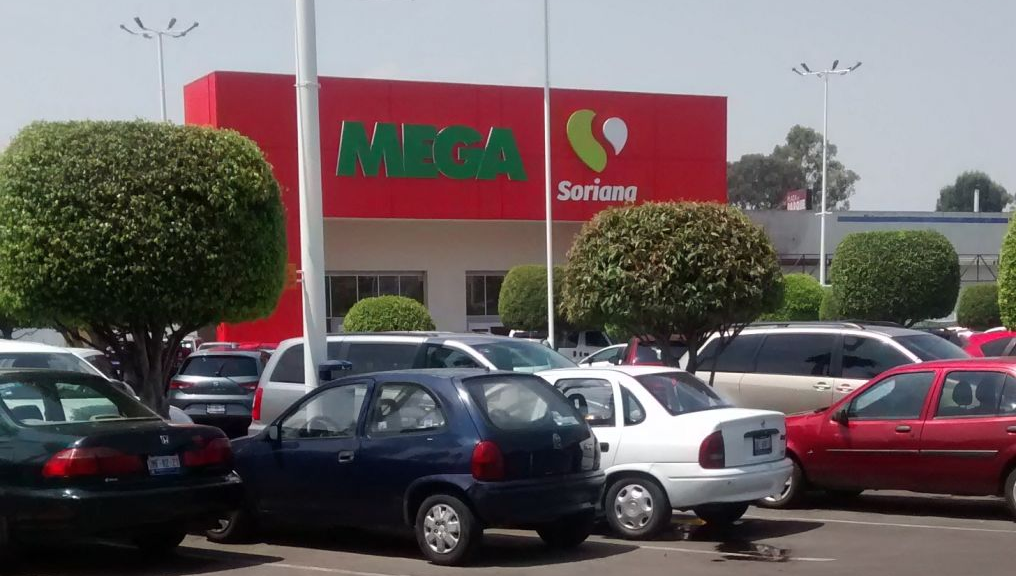
La ex sucursal de Comercial Mexicana en la Plaza del Parque; reconvertida a una sucursal de Mega Soriana en Querétaro, Querétaro.

### Bodega Soriana
Formato creado en 2018, dirigido al mismo segmento de población que Soriana Mercado, pero con características entre un Mega Soriana y un Soriana Mercado. Heredado y asimilado de las tiendas "Bodega Comercial Mexicana" adquiridas en 2015, originalmente no existían planes para conservar la marca "Bodega" dentro del portafolio de Soriana, sin embargo, el alto reconocimiento de esta marca provocó que Soriana lo mantuviera temporalmente, principalmente en el Centro de México, donde hubo una gran cantidad de tiendas con esta marca. La mayoría de la tiendas Bodega Comercial Mexicana en la Ciudad de México pasaron a este formato, así como la mayoría de las sucursales el resto del centro de México. También pasaron a este formato las tiendas AlPrecio que se mantenían abiertas en el Estado de México y Morelos. Posteriormente, la mayoría de las sucursales de este formato pasaron al formato Soriana Mercado y 4 tiendas fueron convertidas en MEGA Soriana. Su competencia directa son tiendas como Bodega Aurrera de Walmart de México y Chedraui en sus formatos Chedraui y Súper Che.

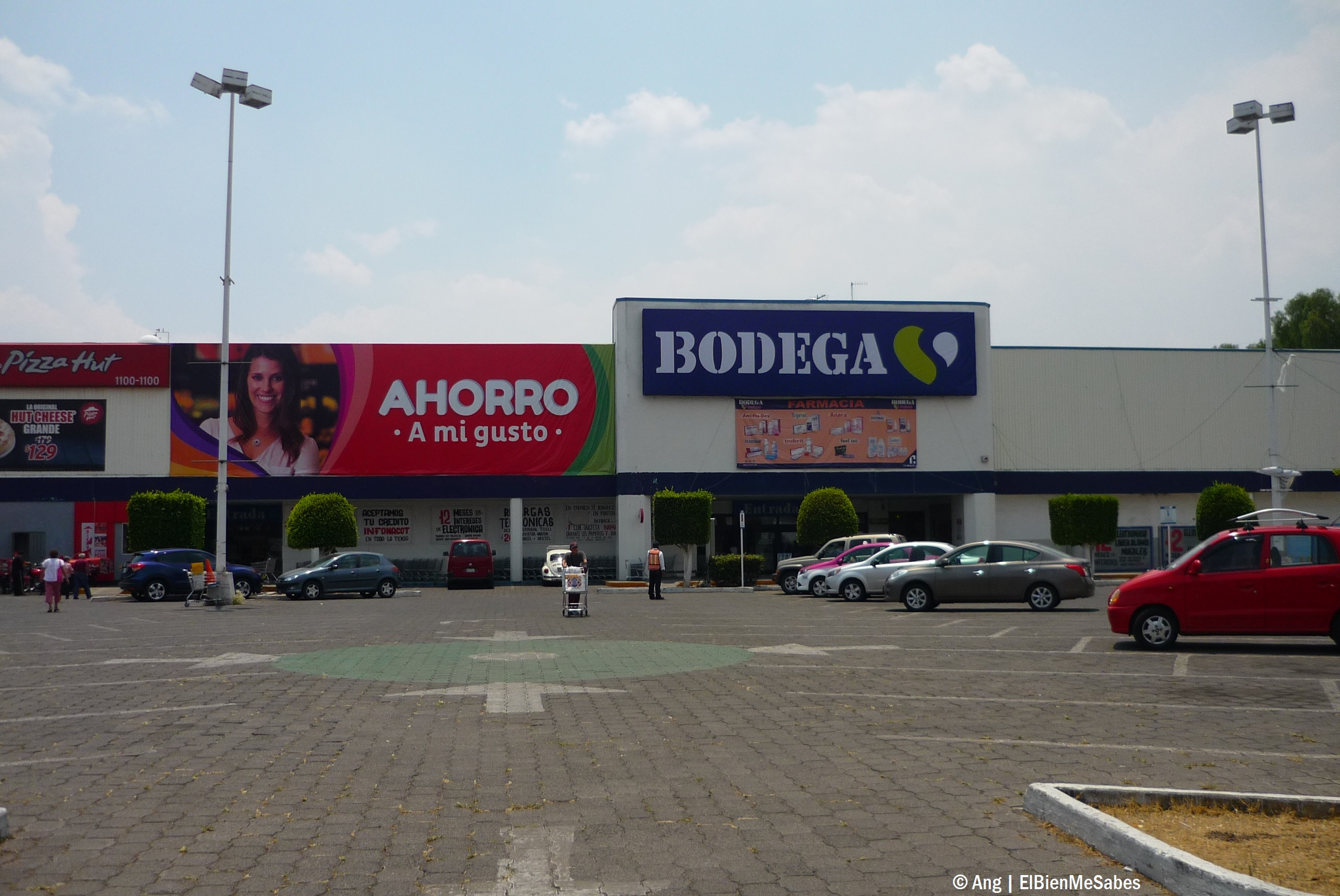
Sucursal de Bodega Soriana en San Juan de Aragón en la alcaldía Gustavo A. Madero, Ciudad de México.

### Soriana Súper vip y Soriana Supermarket
Es el formato prémium de Soriana Súper creado en 2011 donde se manejan solo productos de abarrotes y alimentos de importación como carnes exóticas. La primera sucursal con formato vip se instaló en los cimientos donde estaba Soriana Súper Marne, tienda que anteriormente formaba parte de Gigante, y tiempo atrás de Autodescuento; la versión prémium de este supermercado ha sido conocida como Soriana Supermarket, siendo la sucursal “Misión San José” la primera de su tipo; formato adaptado para ciudades del norte de México, que reciben afluencia de clientes principalmente de Estados Unidos, que cuentan con secciones rotuladas tanto en español como en inglés. Como formato de supermercado prémium, sus principales competidores son cadenas de tiendas como Aladino's; Super Ley Express de Casa Ley; Chedraui en sus formatos Selecto Super Chedraui y Selecto Chedraui y City Market de Grupo La Comer.

### Áreas por formato de tienda
En la siguiente tabla, se muestran las áreas de venta que tiene cada formato. Un  hace referencia a tener un área completa con todo el servicio; un  refiere a sólo tener una parte del servicio, y una  significa que esa área no está disponible por razones de tamaño.
| Área de tienda                          | Prémium Plus          | Híper                 | Mercado                           | Súper                          | Express                        |
| --------------------------------------- | --------------------- | --------------------- | --------------------------------- | ------------------------------ | ------------------------------ |
| Abarrotes                               |                       |                       |                                   |                                |                                |
| Alimentos Preparados                    |                       |                       |                                   |                                | (Cantidad limitada)            |
| Farmacia                                | (Incluye consultorio) | (Incluye consultorio) | (Algunas tiendas con consultorio) | (Sin consultorio)              | (Sin consultorio)              |
| Panadería y Repostería                  |                       |                       |                                   |                                |                                |
| Frutas y Verduras                       |                       |                       |                                   |                                |                                |
| Pescadería                              |                       |                       |                                   |                                |                                |
| Carnicería                              |                       |                       |                                   |                                |                                |
| Salchichonería y Quesos                 |                       |                       |                                   |                                | (Cantidad limitada)            |
| Químicos Limpiadores                    |                       |                       |                                   |                                | (Cantidad limitada)            |
| Papelería                               |                       |                       |                                   | (Cantidad limitada)            | (Cantidad limitada)            |
| Accesorios para automóvil               |                       |                       |                                   | (Cantidad limitada)            | (Cantidad limitada)            |
| Telas, Cristalería y Cerámica (Blancos) |                       |                       |                                   | (Sin telas, cantidad limitada) | (Sin telas, cantidad limitada) |
| Productos Congelados                    |                       |                       |                                   | (Cantidad limitada)            | (Cantidad limitada)            |
| Perfumería y Cosméticos                 |                       |                       |                                   | (Cantidad limitada)            | (Cantidad limitada)            |
| Ferretería                              |                       |                       |                                   | (Cantidad limitada)            | (Cantidad limitada)            |
| Electrónica                             |                       |                       |                                   |                                | (Cantidad limitada)            |
| Juguetería                              |                       |                       |                                   |                                | (Cantidad limitada)            |
| Línea Blanca                            |                       |                       |                                   |                                | (Cantidad limitada)            |
| Ropa y Calzado                          |                       |                       |                                   |                                | (Cantidad limitada)            |
| Jardinería                              |                       | (Algunas tiendas)     | (Cantidad limitada)               |                                |                                |
| Cafetería                               |                       | (Algunas sucursales)  |                                   |                                |                                |

## Otros formatos
Además de formatos de hipermercado y supermercado a través de seis marcas diferentes, Organización Soriana opera formatos de tienda de conveniencia, club de precios, y mejoramiento del hogar.

### City Club

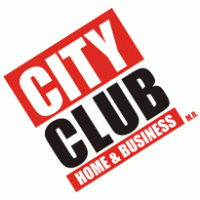
Logotipo de City Club

Formato creado en 2002, el cual consiste en tiendas que tienen una superficie entre 7,000 y 11,000 metros cuadrados de piso de venta a las cuales hay ingreso únicamente pagando una membresía y están enfocadas a familias de alto volumen de consumo y a clientes institucionales (hospitales, hoteles, restaurantes y pequeños comerciantes). Operan bajo el esquema de venta al mayoreo y medio mayoreo, presentan los productos en envases grandes o empaques múltiples, operan con grandes volúmenes de compra y bajos márgenes de comercialización. Manejan 5,000 SKU’s de las divisiones de abarrotes, perecederos, ropa y mercancías generales. Compiten directamente con los formatos Sam's Club de Walmart de México y Costco de México, principalmente. Se decidió convertir a este formato en inmuebles de Gigante donde ya hubiera Soriana en las cercanías o donde hubiera dos sucursales de Supermercados Gigante y ya se hubiera convertido uno de los dos edificios.

### Tiendas de Conveniencia Super City
Formato creado en 2005. Son tiendas bajo el formato de conveniencia las cuales presentan un área de superficie de venta entre 70 a 80 mts2 y ya no operan bajo el sistema de franquicia. Sus competidores principales son Oxxo del grupo FEMSA, 7- Eleven de México de Casa Chapa y Extra de Grupo Modelo; actualmente convertidas a la franquicia Circle K de México.
Desde 2022, ha desaparecido dicho formato comercial en la gran mayoría del país, y actualmente sólo tiene permanencia en Monterrey, Nuevo León y sus alrededores.

### Sodimac Homecenter
En 2016, Soriana celebró un acuerdo de colaboración con la compañía minorista chilena Falabella para la apertura de tiendas de la cadena Sodimac en territorio mexicano. El acuerdo da a Soriana y a Falabella un control igualitario 50-50 de la filial mexicana de Sodimac. Su primera tienda abrió el 3 de agosto de 2018 en Izcalli, Estado de México en la zona metropolitana del valle de México, al lado de un supermercado Mega Soriana. Otras aperturas se han dado en Tlalnepantla y Naucalpan en el mismo estado y Cuernavaca, Morelos, así como también en Veracruz, Veracruz y San Luis Potosí, San Luis Potosí. En 2021 llegaron a Nuevo León con 2 sucursales: Sendero y Santa Catarina; en ambos casos, a locales donde anteriormente se ubicaba un Lowe's.
Estas tiendas son formatos dedicados a la venta de material de construcción (Sodimac Constructor), ferretería, mejoramiento del hogar y bricolaje, así como servicios relacionados con estas actividades, e instalados en predios donde Soriana ya contaba con otro de sus formatos (en especial aquellos del formato Mega Soriana). Su principal competidor a nivel nacional es The Home Depot de México, así como ferreterías de ámbito local como Fix Ferreterías y Comex. Por el tipo de giro de sus departamentos, también compite indirectamente contra The Home Store de Grupo Gigante y Bed Bath & Beyond. Antes de su salida del mercado mexicano, también competía contra Lowe's de México.

## Eslóganes y promociones

### Lemas utilizados
- 1974:  Todos los caminos conducen a Soriana.
- 1979:  Donde Todos los Días Son Buenos Días.
- 1988:  Responde cuando usted más lo necesita.
- 1990:  Antes de Comprar...Compare (Soriana Sultana).
- 1990:  Lo Mejor al Mejor Precio (Soriana Nazas).
- 1991:  ¡Es Sensacional! (Soriana Sultana).
- 1992:  ¡Con Confianza! (Soriana Sultana).
  - El Orgullo de Ser del Norte (Soriana Sultana).
  - Lo Mejor de Nosotros Para Usted (Soriana Sultana).
- 1993:  Al Estilo Soriana Como a Usted le Gusta (Soriana Nazas).
- 1993:  A fin De Cuentas... ¡es más barato! (Soriana Sultana).
- 1994: A fin de cuentas, unidos le servimos con lo mejor (En alusión a la fusión entre esas dos compañías).
- 1996:  En Suma Pagas Menos.
- 1999, 2011:  Nuestros Precios Hablan.
- 2000:  A Precio Por Ti.
- 2001:  Las Mejores Ofertas a Precios Más Bajos.
- 2002:  El Precio Más Bajo Garantizado.
- 2004:  ¡Más de 1,000 ofertas diarias, más de 30,000 ofertas mensuales!
  - Patrocinador oficial del Equipo Olímpico Mexicano, en alusión a los Juegos Olímpicos de Atenas 2004.
- 2006:  La Tienda de Autoservicio oficial de la Selección.
- 2007:  La Fórmula para Ahorrar son los puntos de Soriana.
- 2007:  Ahorra más, disfruta más (Frase utilizada anteriormente en los Supermercados Gigante).
- 2008:  El Súper Mexicano, aprecio por ti. (Se retoma el eslogan del 2000 haciendo énfasis en la nacionalidad de la tienda, como respuesta contra la estadounidense Walmart).
- 2009:  Al final de cuentas... Soriana está ¡baratísimo! (Reinvención de la frase de 1993, haciendo énfasis en el sustantivo “barato”).
- 2010:  Los Precios Bajos Son Para Siempre.
  - Ahorrando con los precios de mis sueños.
  - Soriana está Baratísimo, Aunque tú no lo creas (Frase parodia del programa de TV ¡Aunque usted no lo crea!, de Ripley).
  - La Caída de Los Precios Bajos. (Frase en respuesta al ícono de Bodega Aurrera, «Mamá Lucha»).
  - Soriana: La cadena Mexicana (Frase utilizada en septiembre).
  - Soriana Acepta El Desafío (Frase en respuesta al “Desafío de tickets”, hecho por Walmart).[128]
- 2011:  En Soriana demostramos Aprecio por ti.
  - Octubre de 2011 - diciembre de 2012:  El súper para ir de compras (Soriana Híper).
  - Octubre de 2011 - diciembre de 2012: Es parte de mi familia (Mercado Soriana).
  - Octubre de 2011 - diciembre de 2012: A tú alcance (Soriana Súper).

- 2012: Los Precios Más Bajos de México (Soriana Híper).

- 2013: Hazlo Hiper, ¡Ahorrando! (Soriana Híper)
  - Hazlo Súper, ¡Ahorrando! (Soriana Súper).
  - Me Alcanza Para Más (Mercado Soriana).
- 2015: Cambiamos Contigo.
  - Acciones de Corazón.
- 2016: «Comprobado: Julio es “El más regalado”; en Soriana y Comercial Mexicana» (usado entre junio y agosto tras la adquisición de más de 100 tiendas desincorporadas de Comercial Mexicana debido a su refundación. Primer Julio Regalado programado en Soriana).
- 2017: México es nuestro hogar, somos familia Soriana (Frase en respuesta al origen mexicano de la tienda, a raíz del nacionalismo surgido por el triunfo de Donald Trump).
  - Marzo 2017: Juntos somos mejores (Usado en transición de sucursales Comercial Mexicana en Baja California y Zamora, Michoacán a Soriana Híper, así como en Mega Soriana División del norte).
  - Junio - agosto de 2017: Julio Regalado es El Más Mexicano (Frase en campaña de Julio Regalado; compartido por transición con Comercial Mexicana).
  - Septiembre - octubre de 2017: En Soriana, somos familia con México (Frase engendrada a raíz de los terremotos de Chiapas y de Puebla, ocurridos en 2017).
  - Diciembre 2017: Cumple tus deseos y multiplica tu ahorro (Lema por ventas navideñas; compartido por transición con Comercial Mexicana).
- 2018: Ahorro a mi gusto (Mega Soriana, Híper y Súper; compartido por transición con Comercial Mexicana hasta el mes de mayo).
  - Octubre - noviembre de 2018: 50 años de ser familia con México (Mega Soriana, Híper y Súper).
  - Junio - agosto de 2018: Ofertas de verdad sólo en Julio Regalado (Mega Soriana, Híper y Súper).
  - Enero - febrero de 2018: Llegaron las Re-Rebajas (Mega Soriana, Híper y Súper; compartido por transición con Comercial Mexicana).
  - Martes y miércoles del Campo; Naturaleza en tu mesa (Mega Soriana, Híper y Súper; compartido por transición con Comercial Mexicana. Frase del martes y miércoles de frutas y verduras).
  - Barato y más barato (Soriana Mercado y Express).

- 2019: junio - agosto de 2019: ¡julio es Regalado, sólo en Soriana! (Frase en campaña de Julio Regalado - Mega Soriana, Híper y Súper).
- 2020: En Soriana, somos familia con México (Reutilización de la frase utilizada en 2017, debido a la Pandemia de COVID-19 en México).
  - Junio - agosto de 2020: Este Julio Regalado y siempre en Soriana, Somos Familia con México (Frase en campaña de Julio Regalado, Mega Soriana, Híper y Súper).
  - Agosto 2020 - actualidad: Soriana, la de todos los Mexicanos.
- 2021: junio - agosto de 2021: Tú pides, Julio Regalado manda (Frase en campaña de Julio Regalado, Mega Soriana, Híper y Súper) Tú pides Julio Regalado manda.
- 2022: junio - agosto de 2022: Con Julio lo Regalado te llega (Frase en campaña de Julio Regalado, Mega Soriana, Híper y Súper).
- 2023:  junio - agosto de 2023: Con Julio de tu lado todo está Regalado (Frase en campaña de Julio Regalado, Mega Soriana, Híper y Súper).
- 2024: mayo - Actualidad: julio, el Único Regalado, solo en Soriana (Frase en campaña de Julio Regalado en todos sus formatos).

### Julio Regalado
A partir del 4 de enero de 2016, Soriana toma el control y operaciones de “Julio Regalado”. Concebida originalmente por Controladora Comercial Mexicana, esta campaña comercial había sido fundada en 1982 para Tiendas, Bodegas, Mega y recientemente, el formato Al Precio. Como figura pública, es un personaje que ha sido interpretado por Sergio Corona, Nando Estevane (quien usaba disfraz) y Alejandro Herrera; tras dos años de búsqueda (la campaña siguió ejecutándose en 2003 y 2004, pero sin actor), el intérprete actual a la actualidad es Miguel Hoffman. Su ámbito de descuentos abarca desde ofertas de tipo «2x1», «3x2», «4x2» y descuentos predeterminados. Los productos beneficiados con los descuentos incluían abarrotes, ferretería, línea blanca, electrónica de consumo, telefonía celular, “canasta” básica, entre otros. Salvo contadas ocasiones por motivo del Mundial FIFA de Fútbol (evento que inicia normalmente en primeras semanas de junio), la susodicha campaña iniciaba desde fines de junio y terminaba en los primeros once días de agosto; para cubrir exitosamente (como el nombre sugiere) el mes de julio. Como campaña publicitaria, compite también con “Temporada Naranja”, de Grupo La Comer; y en su momento con "Carrito", y "Mamá Lucha", de Grupo Walmart, "Chonchito" de Grupo Comercial Chedraui, de manera local con "Don Ahorrelio" de Alsuper, el Verano Loco de H-E-B, La Feria del Ahorro de Casa Ley y Las Súper Ofertas de Verano de Oxxo, propiedad de FEMSA. En la actualidad, convive a través de las redes sociales (Facebook, Twitter, Spotify) y ha hecho presentaciones en noticieros como de Multimedios Televisión en Monterrey, Nuevo León, principalmente.

### Distintivos
Soriana cuenta con el Distintivo H, en los departamentos de panificadora y alimentos preparados, en casi todas sus tiendas.[cita requerida] El Distintivo H es una certificación mexicana que promueve de manera indirecta las prácticas de higiene y sanidad en la elaboración de los alimentos, y es otorgada por la Secretaría de Turismo de México (SECTUR) y avalada por la Secretaría de Salud de México (SSA).

### Marca propia
Soriana cuenta con unos 1000 productos de marca propia. Algunas de estas marcas son: VIOS (Electrónica y Telefonía Celular); Valley Foods, Always Save, Viany, North Creek, Bosellini, Hipermart, PidoMano, Soriana Prémium Quality, Auto vid y las cervezas Old Style. Como parte de la transición Comercial Mexicana a Soriana, actualmente comparte las marcas Cobia (Electrónica y telefonía celular), Precíssimo, Altea, Valley Foods, Trainer's Choice y Nodrim con las tiendas MEGA Soriana, en reemplazo de las formatos que antes pertenecieron al ahora llamado Grupo La Comer.

## Otros negocios
- Martin's Restaurants: Restaurantes ubicados en los estados de Nuevo León, (Monterrey, San Nicolás de los Garza y San Pedro Garza García), Tamaulipas (Ciudad Victoria), Coahuila (Torreón y Saltillo), y en Gómez Palacio, Durango. Compiten a nivel estatal principalmente con Vips de Grupo Alsea, Tok's Restaurantes de Grupo Gigante, Wings de Grupo CMR y Sanborns de Grupo Carso.
- Rancho Don Francisco: Rancho ganadero dedicado a la crianza de reses para su posterior proceso y transformación en carne fina manejada como marca propia en las tiendas de formato Plus, Hiper y Súper.

### Soriana Móvil
Es un Operador Móvil Virtual en México el cual trabaja bajo la red de Telcel, que inició operaciones en 2017. Este operador va de la mano con los beneficios que actualmente ofrece Soriana, es decir, tener una tarjeta de recompensas te hace acreedor de promociones que se ven reflejados en megas o minutos y mensajes. Existen dos maneras de adquirir una sim, mediante la compra directa a un bajo costo o mediante un plan telefónico.
La meta de expansión de Soriana es llegar a los 700 mil usuarios en cinco años y con este servicio soriana expande sus horizontes y suma valor agregado a su marca.

## En la cultura popular
- Soriana es el patrocinador principal del Santos Laguna, equipo de fútbol de la Primera División de México, esto desde el Torneo de Invierno 2000 hasta la fecha.
- Patrocinó al club de fútbol extinto Jaguares de Chiapas en el Apertura 2013 y Clausura 2014, anteriormente lo hizo en los torneos Apertura 2002 y Clausura 2003 cuando el equipo fue recién creado.
- Fue el patrocinador oficial del reality show de baile de TV Azteca, México baila en 2013.
- En el videoclip de la canción "Siempre, Siempre" de Carla Mauri del año 2015, apareció un espectacular de la tienda "Soriana Mercado" de la Ciudad de México.
- Durante la transmisión de Big Brother PM, los habitantes mandaban comprar sus víveres en Soriana Hiper cada semana en 2015.
- Fue la tienda elegida para la despensa del programa de televisión “¿Qué hay de comer?”, de TV Azteca; concretamente la sucursal Soriana Híper Polanco, de Plaza Miyana de 2016 a 2017.
- Fue el patrocinador principal del reality show de canto La Voz... México de 2016 a 2018 de Televisa, anunciadose durante las audiciones a ciegas hasta la final de dicho reality.

### En el noreste del país
- En el programa de Multimedios Televisión llamado Acábatelo, era anunciada la tienda Soriana, esto sucedió de 2006 a 2012.
- La actriz y cantante regiomontana Brenda Bezares grabó el videoclip de un cover que hizo de una canción de origen argentino titulada Demasiado Fuerte, grabada en los pasillos de una tienda Soriana al norte del país.

## Críticas y controversias

### Compra de Votos
Después de las elecciones presidenciales de 2012 en México la empresa entró en controversia debido a varias acusaciones sobre apoyar al candidato del PRI Enrique Peña Nieto. Ante estas acusaciones, tanto la empresa como el candidato y su partido se han deslindado, argumentando que Soriana ha repartido dichas tarjetas a integrantes de la CTM desde inicios de 2010 como parte de un programa de beneficios. El 5 de julio de 2012, el excandidato presidencial de la coalición Movimiento Progresista Andrés Manuel López Obrador presentó en una conferencia de prensa un aproximado de 3500 tarjetas de Soriana.
El Instituto Federal Electoral afirmó que investigará a fondo el tema, después de recibir denuncias por parte de diversos partidos. Después de investigar sobre el tema, el IFE concluyó que los monederos electrónicos denunciados por el PRD no eran entregados para coaccionar el voto, sino que simplemente eran una estrategia mercadotécnica de la empresa para obtener descuentos en sus tiendas.

### Acusaciones de maltrato animal
En agosto de 2016, las organizaciones defensoras de los derechos de los animales The Humane League e Igualdad Animal acusaron a la cadena de apoyar la crueldad a las gallinas ponedoras de huevos usando jaulas en batería, por lo que han lanzando campañas para exigirle a la cadena que adopte una política de huevos 100% libres de jaulas, misma que ya había sido implementada por compañías como Grupo Bimbo, Burger King y Tok's Restaurantes, mientras que un número creciente de compañías en México ya se han comprometido a abastecerse de huevos 100% libres de jaulas desde el inicio de las campañas, entre las cuales, McDonald's, Alsea, H-E-B (competidor de Soriana), CMR, 100% Natural, Liverpool, Barilla, El Pollo Pepe, Taco Holding, Les Croissants, Grupo Alimentro, Grupo Costeñito, Grupo Anderson's, Pastelería Lety, Grupo Alimentarium, entre muchas otras más, la empresa, hasta la fecha, aún ha ignorado la creciente demanda del público para mejorar el bienestar animal en su cadena de suministro, incluso The Humane League los acusó de darles una respuesta negativa por parte de Mireya Reyes Gómez, gerente de la Corporación Corporativa y Relaciones Públicas de la cadena, diciéndoles supuestamente qué no iban a eliminar las jaulas de su cadena de suministro de huevo. El 3 de noviembre del mismo año, se hizo una protesta en una tienda de Guadalajara, Jalisco, el 13 de noviembre del mismo año, hicieron algo similar en la tienda Soriana Híper División del Norte (Hoy Mega Soriana) en la Ciudad de México, así como el 28 de enero de 2017 en una sucursal de Puebla, Puebla.
Durante su segundo informe trimestral de ganancias, activistas protestaron afuera de sus oficinas corporativas en Monterrey, Nuevo León, el 28 de julio de 2017, sosteniendo carteles con imágenes de la industria mexicana del huevo y exigiendo a la cadena de tiendas de autoservicio un compromiso público para eliminar las jaulas en su suministro de huevo.
Cabe aclarar que en México la gran mayoría de productores de huevo, siguen usando jaulas, no solo Soriana, y que sus competidores también venden huevo de esos productores.

### Julio Regalado
- Sitio oficial de Julio Regalado (enlace roto disponible en Internet Archive; véase el historial, la primera versión y la última). (Página web activa únicamente de junio a agosto)
- Sitio de Julio Regalado en Soriana
- Facebook oficial de Julio Regalado
- Twitter oficial de Julio Regalado
- Cuenta oficial Spotify de Julio Regalado
- Playlist «#ElMásFiestero» de Julio Regalado

- Datos: Q735562
- Multimedia: Soriana / Q735562